# IPhone
iPhone è una linea di smartphone progettati e prodotti da Apple Inc., presentata per la prima volta il 9 gennaio 2007 dall’allora CEO Steve Jobs e messo in vendita negli Stati Uniti il 29 giugno dello stesso anno. L’iPhone utilizza il sistema operativo iOS, sviluppato da Apple, e si caratterizza per l’utilizzo di un’interfaccia utente basata su input tattile.
Ogni autunno (solitamente nel mese di settembre) viene presentata la nuova generazione di iPhone e, occasionalmente durante l'anno, Apple rilascia ulteriori modelli o varianti.
iPhone diventa un fenomeno degli anni 2000, avviando progressivamente l'economia delle app mobili dal 2008, e dando un notevole impulso alla diffusione dei social network. Si è stimato che i vari modelli di iPhone costituiscano in totale il 65,6% del mercato mobile tra il 2010 e il 2023.
A giugno 2025, l'ultima generazione è composta da 5 modelli: iPhone 16, iPhone 16 Plus, iPhone 16 Pro, iPhone 16 Pro Max e iPhone 16e, oltre all'iPhone 15 che rimane in commercio sul sito ufficiale.

## Generalità
Il sistema iPhone include sul retro almeno una o più fotocamere digitali, più una frontale per le videochiamate (solo a partire dal iPhone 4), un dispositivo Assisted GPS ed un lettore multimediale software. I dispositivi, oltre ai normali servizi di telefonia quali chiamate, SMS e MMS, permettono di utilizzare servizi come posta elettronica, navigazione web, Visual Voicemail, e connettersi tramite reti Wi-Fi e/o Bluetooth. Il primo modello del 2007, usava un tipo di connessione GSM EDGE quad-band, aggiornata dal 2008 con la tecnologia UMTS e HSDPA. Dal 2012, con iPhone 5, la serie progredisce con la tecnologia 4G LTE, e dal 2020, con iPhone 12, anche con la tecnologia 5G. Le varie funzioni di UMTS e AGPS, son state inserite a partire dal iPhone 3G.
Tutti i servizi sono controllabili dall'utente tramite uno schermo multi-touch, una tastiera virtuale, un pulsante per tornare al menu principale (detto "tasto Home"), due piccoli tasti per la regolazione del volume, uno per passare dallo stato di suoneria allo stato di vibrazione e uno per lo stand-by o spegnimento/accensione. L'interazione con l'utente è coadiuvata da un accelerometro e un giroscopio digitale, che funzionano come sensori di movimento, un sensore di prossimità e un sensore di luce ambientale. Apple, in merito ai dispositivi, ha depositato più di 300 brevetti legati per accertare l'originalità di questi ultimi, per evitare truffe.
Con oltre 100 milioni di unità vendute, l'iPhone 6 e l'iPhone 6 Plus si classificano al primo posto come smartphone più venduti al mondo (dodicesima posizione se vengono contati anche i non-smartphone). L'iPhone 5 e l'iPhone 5s, rispettivamente al terzo e quarto posto, con 65 e 60 milioni di unità vendute. Più in basso, alla sesta, alla nona e alla tredicesima posizione, troviamo l'iPhone 4, l'iPhone 3GS e l'iPhone 5c, con rispettivamente 50, 35 e 16 milioni di vendite. Secondo l'azienda, al 1º novembre 2018, erano stati venduti più di 2,2 miliardi di iPhone.

## Storia

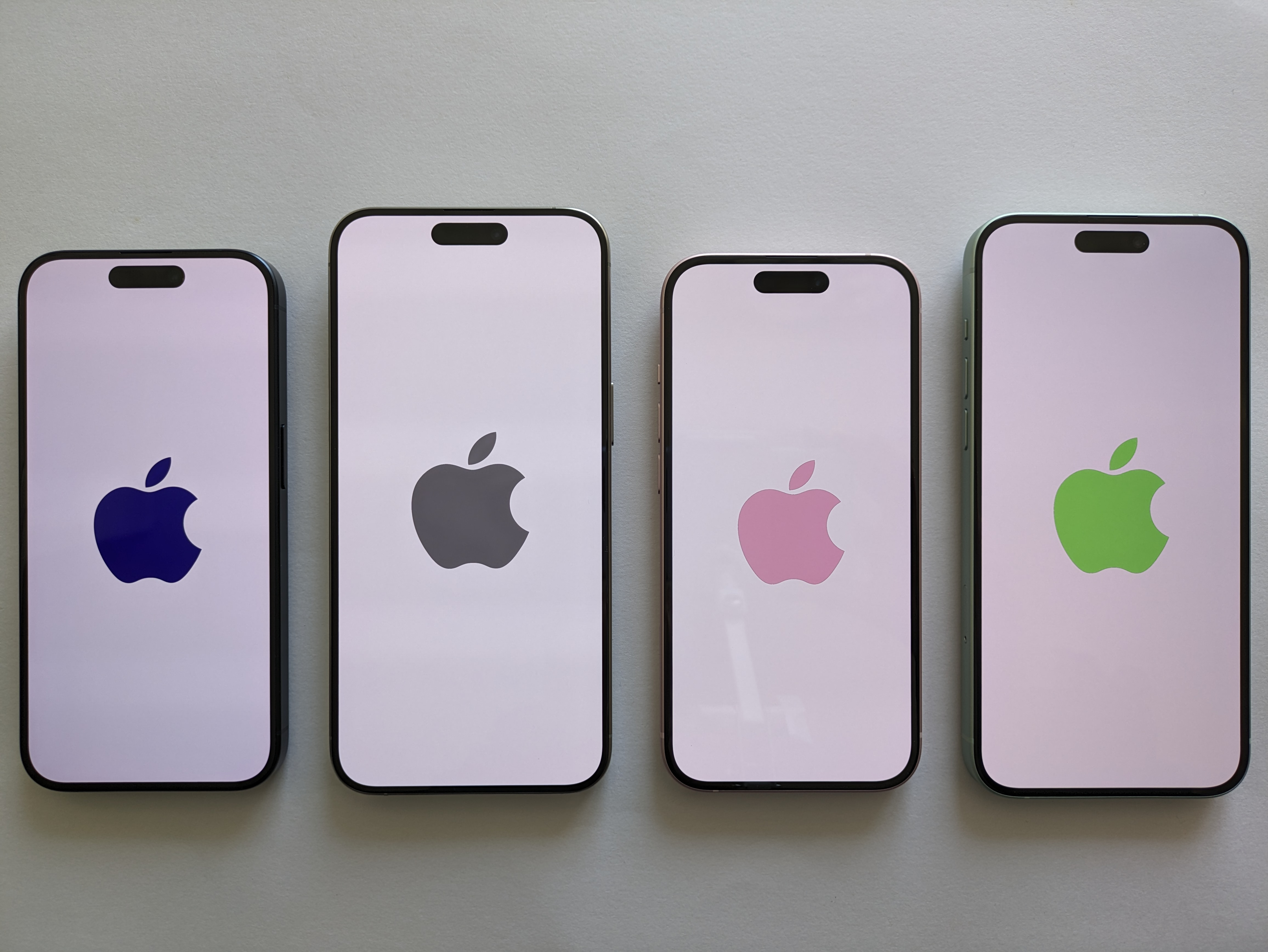
Quattro tipi di iPhone 15

Lo sviluppo di uno smartphone Apple è iniziato nel 2004, quando Apple ha iniziato a riunire un team di 1.000 dipendenti guidati dall'ingegnere hardware Tony Fadell, dall'ingegnere del software Scott Forstall e dal responsabile del design Jony Ive, per lavorare sul "Project Purple" altamente confidenziale.
Il CEO di Apple di allora, Steve Jobs, ha allontanato l'attenzione originale da un tablet (che è stato successivamente rivisitato sotto forma di iPad) verso un telefono. Apple ha creato il dispositivo durante una collaborazione segreta con Cingular Wireless (in seguito ribattezzata AT&T Mobility), con un costo di sviluppo stimato di 150 milioni di dollari in trenta mesi. Secondo Jobs nel 1998, la parola "i" in "iMac" (e quindi "iPod", "iPhone" e "iPad") sta per internet, individuale, istruisce, informa e ispira.
Apple ha respinto l'approccio "Design by committee" che aveva prodotto il Motorola ROKR E1, un "telefono iTunes" in gran parte fallito realizzato in collaborazione con Motorola. Tra le altre carenze, il firmware del ROKR E1 ha limitato lo spazio di archiviazione a soli 100 brani iTunes per evitare di competere con l'iPod nano di Apple. Cingular ha dato ad Apple la libertà di sviluppare l'hardware e il software dell'iPhone internamente, una pratica rara all'epoca, e ha pagato ad Apple una frazione delle sue entrate mensili di servizio (fino all'iPhone 3G), in cambio di quattro anni di vendite esclusive negli Stati Uniti, fino al 2011.
Jobs ha presentato l'iPhone di prima generazione al pubblico il 9 gennaio 2007, alla convention Macworld 2007 al Moscone Center di San Francisco. L'iPhone incorporava un display multi-touch da 3,5 pollici con pochi pulsanti fisici ed eseguiva il sistema operativo iPhone OS con un'interfaccia touch-friendly, quindi commercializzato come versione di Mac OS X. È stato lanciato il 29 giugno 2007, ad un prezzo di partenza di 499 dollari negli Stati Uniti, e ha richiesto un contratto di due anni con AT&T.
L'11 luglio 2008, alla Worldwide Developers Conference (WWDC) di Apple, Apple ha annunciato l'iPhone 3G e ha ampliato la sua disponibilità del giorno di lancio a ventidue paesi, ed è stato infine rilasciato in 70 paesi e territori. L'iPhone 3G ha introdotto una connettività 3G più veloce e un prezzo di partenza inferiore di 199 dollari (con un contratto AT&T di due anni). Il suo successore, l'iPhone 3GS, è stato annunciato l'8 giugno 2009, al WWDC 2009, e ha introdotto la funzionalità di registrazione video.
L'iPhone 4 è stato annunciato il 7 giugno 2010, al WWDC 2010, e ha introdotto un corpo ridisegnato che incorpora un telaio in acciaio inossidabile e un pannello di vetro posteriore. Al momento del rilascio, l'iPhone 4 è stato commercializzato come "lo smartphone più sottile del mondo"; utilizza il processore Apple A4, essendo il primo iPhone a utilizzare un chip personalizzato di Apple. Ha introdotto il display Retina, con quattro volte la risoluzione del display degli iPhone precedenti, ed era lo schermo dello smartphone a più alta risoluzione al momento del rilascio; è stata anche introdotta una fotocamera frontale, che abilita la funzionalità di videochiamata tramite FaceTime.
Gli utenti dell'iPhone 4 hanno segnalato chiamate telefoniche interrotte/disconnesse quando tenevano i loro telefoni in un certo modo, e questo problema è stato soprannominato "antennagate". Nel gennaio 2011, poiché l'accordo di esclusività di Apple con AT&T stava scadendo, Verizon ha annunciato che avrebbe portato l'iPhone 4, con un modello compatibile con la rete CDMA di Verizon che uscirà il 10 febbraio.
L'iPhone 4S è stato annunciato il 4 ottobre 2011 e ha introdotto l'assistente virtuale Siri, un processore A5 dual-core e una fotocamera da 8 megapixel con funzionalità di registrazione video 1080p. L'iPhone 5 è stato annunciato il 12 settembre 2012 e ha introdotto uno schermo da 4 pollici più grande, rispetto allo schermo da 3,5 pollici di tutti i precedenti modelli di iPhone, oltre a una connettività 4G LTE più veloce. Ha anche introdotto un corpo più sottile e leggero in lega di alluminio e il connettore dock a 30 pin dei precedenti iPhone è stato sostituito con il nuovo connettore Lightning reversibile.
L'iPhone 5S e l'iPhone 5C sono stati annunciati il 10 settembre 2013. L'iPhone 5S includeva un processore A7 a 64 bit, diventando il primo smartphone a 64 bit; ha anche introdotto il sensore di autenticazione delle impronte digitali Touch ID. L'iPhone 5C era un dispositivo a basso costo che incorporava l'hardware dell'iPhone 5, in una serie di cornici in plastica colorate.
Il 9 settembre 2014, Apple ha introdotto l'iPhone 6 e l'iPhone 6 Plus e ha incluso schermi significativamente più grandi dell'iPhone 5S, rispettivamente a 4,7 pollici e 5,5 pollici; entrambi i modelli hanno anche introdotto la tecnologia di pagamento mobile tramite Apple Pay. La stabilizzazione ottica dell'immagine è stata introdotta sulle fotocamere dell'iPhone 6 Plus. Anche l'Apple Watch è stato introdotto lo stesso giorno, uno smartwatch che funziona in combinazione con un iPhone a cui è collegato. Alcuni utenti hanno riscontrato problemi di flessione dal normale utilizzo con l'iPhone 6 e 6 Plus, in particolare su quest'ultimo modello, e questo problema è stato soprannominato "bendgate".
L'iPhone 6S e 6S Plus sono stati introdotti il 9 settembre 2015 e includevano un telaio più resistente alla flessione realizzato in una lega di alluminio più forte, nonché una fotocamera principale da 12 megapixel a più alta risoluzione in grado di registrare video 4K. L'iPhone SE di prima generazione è stato introdotto il 21 marzo 2016 ed era un dispositivo a basso costo che incorporava hardware più recente dell'iPhone 6S, nella cornice del vecchio iPhone 5S.
L'iPhone 7 e 7 Plus sono stati annunciati il 7 settembre 2016, che hanno introdotto sensori della fotocamera più grandi, resistenza all'acqua e alla polvere certificata IP67 e un processore A10 Fusion quad-core che utilizza la tecnologia big.LITTLE; il jack per le cuffie da 3,5 mm è stato rimosso ed è stato seguito dall'introduzione degli auricolari wireless AirPods. La stabilizzazione ottica dell'immagine è stata aggiunta alla fotocamera dell'iPhone 7 e un secondo obiettivo della fotocamera, teleobiettivo, è stato aggiunto sull'iPhone 7 Plus, che consente lo zoom ottico 2x e la modalità di fotografia "Ritratto" che simula il bokeh nelle foto.
L'iPhone 8, 8 Plus e iPhone X sono stati annunciati il 12 settembre 2017, nel primo evento di Apple tenutosi allo Steve Jobs Theater dell'Apple Park. Tutti i modelli presentavano design con il pannello posteriore in vetro simili all'iPhone 4, ricarica wireless e un chip A11 Bionic hexa-core con hardware acceleratore AI "Neural Engine". L'iPhone X ha inoltre introdotto un display OLED "Super Retina" da 5,8 pollici con un design "bezel-less" (senza cornici), con una densità di pixel e un rapporto di contrasto più elevati rispetto ai precedenti iPhone con display LCD e ha introdotto un telaio più resistente in acciaio inossidabile. Ha anche introdotto l'hardware per il sistema di riconoscimento facciale Face ID, in un ritaglio dello schermo "notch", al posto del Touch ID; il pulsante home è stato rimosso per fare spazio per uno spazio aggiuntivo sullo schermo, sostituendolo con un sistema di navigazione basato su gesti. Al suo prezzo di partenza di 999 dollari, l'iPhone X era l'iPhone più costoso al lancio.
Gli iPhone XR, iPhone XS e XS Max sono stati annunciati il 12 settembre 2018. Tutti i modelli presentavano il sistema fotografico computazionale "Smart HDR" e un "Neural Engine" significativamente più potente. L'iPhone XS Max ha introdotto uno schermo più grande da 6,5 pollici. L'iPhone XR includeva invece un display LCD "Liquid Retina" da 6,1 pollici, con un design "bezel-less" (senza cornici) simile all'iPhone X, ma non include un secondo teleobiettivo; è stato reso disponibile in una serie di colori vivaci, simili all'iPhone 5C, ed era un dispositivo a basso costo rispetto all'iPhone X e XS.
Gli iPhone 11, 11 Pro e 11 Pro Max sono stati annunciati il 10 settembre 2019. L'iPhone 11 è stato il successore dell'iPhone XR, mentre l'iPhone 11 Pro e l'11 Pro Max sono succeduti all'iPhone XS e XS Max. Tutti i modelli hanno ottenuto un obiettivo ultra-wide, che consente lo zoom-out ottico 2x, così come batterie più grandi per una maggiore durata. L'iPhone SE di seconda generazione è stato introdotto il 17 aprile 2020 ed era un dispositivo a basso costo che incorporava hardware più recente dall'iPhone 11, nel telaio del vecchio iPhone 8, pur mantenendo il pulsante home e il sensore Touch ID.
Gli iPhone 12, 12 mini, 12 Pro e 12 Pro Max sono stati annunciati tramite un evento livestream il 13 ottobre 2020. Tutti i modelli presentavano display OLED "Super Retina XDR", introdotto una connettività 5G più veloce e il sistema di ricarica magnetica e accessori MagSafe; è stato anche introdotto un design a bordi piatti più sottile, combinato con un vetro frontale in vetroceramica più forte che ha aggiunto una migliore protezione contro le cadute rispetto ai modelli precedenti. L'iPhone 12 Mini ha introdotto uno schermo più piccolo da 5,4 pollici, mentre il 12 Pro e il 12 Pro Max avevano schermi più grandi rispettivamente da 6,1 pollici e 6,7 pollici. L'iPhone 12 Pro e 12 Pro Max hanno inoltre aggiunto un sensore Lidar per una migliore precisione nelle applicazioni di realtà aumentata (AR).
Gli iPhone 13, 13 Mini, 13 Pro e 13 Pro Max sono stati annunciati tramite un evento livestream il 14 settembre 2021. Tutti i modelli presentavano sensori della fotocamera più grandi, batterie più grandi per una maggiore durata e un ritaglio della "notch" (tacca) più stretto. L'iPhone 13 Pro e 13 Pro Max hanno inoltre introdotto la tecnologia "ProMotion" adattiva a 120 Hz sul display OLED e uno zoom ottico 3x per il teleobiettivo. L'iPhone SE di terza generazione a basso costo è stato introdotto l'8 marzo 2022 e ha incorporato il chip A15 Bionic dell'iPhone 13, ma per il resto ha mantenuto hardware simile all'iPhone SE di seconda generazione.
Gli iPhone 14, 14 Plus, 14 Pro e 14 Pro Max sono stati annunciati il 7 settembre 2022. Tutti i modelli hanno introdotto la funzionalità di chiamata di emergenza del telefono satellitare. L'iPhone 14 Plus ha introdotto lo schermo da 6,7 pollici, viste per la prima volta sull'iPhone 12 Pro Max, in un dispositivo a basso costo. L'iPhone 14 Pro e 14 Pro Max hanno inoltre introdotto una fotocamera principale a 48 megapixel a risoluzione maggiore, il primo aumento del numero di megapixel dall'iPhone 6S; ha anche introdotto la tecnologia di visualizzazione sempre attiva nella schermata di blocco e un'interfaccia interattiva della barra di stato integrata in un ritaglio dello schermo ridisegnato, denominato "Dynamic Island".

### Telefono cellulare
Il telefono cellulare integrato nell'iPhone è quad-band e utilizza tecnologie GSM EDGE, ma è dotato anche di connettività Wi-Fi e Bluetooth. Il modello UMTS/HSDPA è disponibile in Italia con gli operatori telefonici TIM e Vodafone dall'11 luglio 2008 e con H3g dal 17 luglio 2009. Il telefono, se acquistato in Italia, è sbloccato, ovvero libero dal vincolo dalla scelta dell'operatore telefonico e quindi utilizzabile con qualsiasi scheda SIM. Oltretutto, viene anche venduto anche attraverso l'Apple Store, online.
Negli Stati Uniti è commercializzato in associazione esclusiva con un abbonamento biennale ai servizi di AT&T e Verizon, mentre in Europa è commercializzato dal 9 novembre 2007: in Inghilterra con l'operatore O2, in Germania con T-Mobile e in Francia con Orange.
Le funzionalità relative alla telefonia sono quelle classiche di uno smartphone e comprendono anche la possibilità di effettuare un'audio-conferenza unendo più telefonate (durante la presentazione del prodotto, Steve Jobs ha utilizzato una conferenza a tre, ma il telefono supporta fino a 5 partecipanti, lasciando comunque disponibile una seconda linea per le chiamate in entrata).
Gli SMS vengono gestiti con un sistema molto simile all'interfaccia grafica utilizzata da iMessage, che permette di visualizzare la cronologia dei messaggi SMS scambiati, organizzandoli in discussioni, in modo simile a quello che avviene nei forum su internet.
Il telefono può utilizzare delle suonerie personalizzate acquistabili tramite iTunes oppure riprodurre suonerie a partire da qualsiasi file audio (di durata consigliata non superiore ai 30 secondi) riconvertito in formato AAC (con lo stesso iTunes o con altri programmi freeware come, ad esempio, Audacity) e successivamente con modifica dell'estensione in .m4r.

### Palmare
Le funzioni di palmare comprendono il multitasking (introdotto da iOS 4), animazioni e multimedialità, schermo tattile evoluto (denominato dalla stessa Apple Inc. Multi-touch), ampia connettività, navigazione web mediante browser Safari (o altre app di terzi), sincronizzazione con il computer (sia sistemi Windows che macOS, tramite iTunes e attraverso il connettore dock o Lightning), lettura di file di testo, documenti in formato PDF e RTF tramite iBooks (oppure altre app di terzi), lettura file di Microsoft Office e iWork, immagini e filmati allegati alle e-mail o collegati a una pagina web.
Grazie al modulo A-GPS integrato, consente il geotagging delle foto, ovvero la possibilità di salvare informazioni quali latitudine e longitudine del luogo in cui è stata scattata la foto.
Dispone di un'applicazione che permette la visualizzazione di filmati provenienti da YouTube; questi ultimi sono inviati nel formato H.264.
Non essendo questo il formato nativo utilizzato dal sito durante la presentazione del telefono, sono stati messi a disposizione circa 10.000 filmati convertiti, è prevista la conversione entro alcuni mesi dei filmati memorizzati nello standard H.264.
Fra le applicazioni native presenti sul telefono (aggiornato a iOS 16.5) troviamo:
- Fotocamera e Foto, per scattare foto o registrare video e per la gestione e la visione di questi ultimi;
- Calendario;
- Note e Promemoria, per la scrittura e la gestione di appunti;
- Mappe, sviluppata in collaborazione con TomTom (con cui si possono ricercare servizi presenti sul territorio);
- Borsa e Meteo, che permettono di avere in tempo reale le quotazioni della borsa e le previsioni meteo;
- App Store e iTunes Store, due negozi rispettivamente per scaricare app e la musica, film e suonerie;
- Musica, TV, Podcast, Libri e Memo Vocali, per la gestione della musica, dei video (film), dei podcast, dei libri, dei vocali presenti sullo smartphone e per guardare i contenuti di Apple TV+;
- Mail, un client di posta elettronica che utilizza protocolli IMAP e POP3;
- FaceTime, per chiamare o videochiamare, tramite rete dati o Wi-Fi, altri contatti possessori di un dispositivo Apple;
- Telefono e Messaggi, per gestire le chiamate e i messaggi SMS e di iMessage;
- Impostazioni, per accedere alle impostazioni del dispositivo;
- Trova iPhone e Trova Amici (fino ad iOS 12), sostituiti poi dall’app Dov’è (con iOS 13), per visualizzare la posizione geografica dei dispositivi Apple associati a un ID Apple o dei contatti;
- Safari, un browser per la navigazione web;
- Calcolatrice, Bussola, Contatti e Suggerimenti;
- Orologio, per guardare i fusi orari nel mondo, gestire le sveglie, il cronometro e il timer;
- Wallet, per gestire i biglietti o Apple Pay;
- Salute, per gestire vari parametri di salute dell'utente;
- Watch e Attività, per gestire l'Apple Watch e i suoi dati rilevati;
- Casa, per organizzare i dispositivi di una casa domotizzata;
- Traduci, per tradurre parole e frasi;
- Lente d'ingrandimento, per ingrandire, tramite la fotocamera, lo spazio circostante;
- Metro, per misurare oggetti, la statura delle persone (iPhone 11 e successivi) e accedere a funzioni per non vedenti, come calcolare la presenza di porte, di persone o di descrivere l’ambiente circostante;
- File, un file manager per gestire i file che si hanno sull'iPhone;
- Fitness, un'app per fare sessioni di allenamento in vari sport;
- Freeform, per creare mappe concettuali;
- Comandi rapidi, per creare automazioni o comandi da eseguire.

## Modelli
Apple ha prodotto in totale 48 modelli di iPhone dal 2007 ad oggi. Quelli evidenziati in grassetto sono i dispositivi appartenenti all'ultima generazione:

### Dispositivi attuali
- iPhone SE 2022 (2022–presente)
- iPhone 14 (2022–presente)
- iPhone 14 Plus (2022–presente)
- iPhone 15 (2023–presente)
- iPhone 15 Plus (2023–presente)
- iPhone 16 (2024–presente)
- iPhone 16 Plus (2024–presente)
- iPhone 16 Pro (2024–presente)
- iPhone 16 Pro Max (2024–presente)
- iPhone 16e (2025–presente)

### Dispositivi passati
- iPhone 2G (2007–2008)
- iPhone 3G (2008–2010)
- iPhone 3GS (2009–2012)
- iPhone 4 (2010–2013)
- iPhone 4S (2011–2014)
- iPhone 5 (2012–2013)
- iPhone 5C (2013–2015)
- iPhone 5S (2013–2016)
- iPhone 6 (2014–2016)
- iPhone 6 Plus (2014–2016)
- iPhone 6S (2015–2018)
- iPhone 6S Plus (2015–2018)
- iPhone SE (2016–2018)
- iPhone 7 (2016–2019)
- iPhone 7 Plus (2016–2019)
- iPhone 8 (2017–2020)
- iPhone 8 Plus (2017–2020)
- iPhone X (2017–2018)
- iPhone XS (2018–2019)
- iPhone XS Max (2018–2019)
- iPhone XR (2018–2021)
- iPhone 11 (2019-2022)
- iPhone 11 Pro (2019–2020)
- iPhone 11 Pro Max (2019–2020)
- iPhone SE 2020 (2020–2022)
- iPhone 12 (2020-2023)
- iPhone 12 mini (2020-2022)
- iPhone 12 Pro (2020–2021)
- iPhone 12 Pro Max (2020–2021)
- iPhone 13 (2021-2024)
- iPhone 13 mini (2021-2023)
- iPhone 13 Pro (2021–2022)
- iPhone 13 Pro Max (2021–2022)
- iPhone 14 Pro (2022–2023)
- iPhone 14 Pro Max (2022–2023)
- iPhone 15 Pro (2023–2024)
- iPhone 15 Pro Max (2023–2024)

| Cronologia dei modelli iPhone |
| ----------------------------- |
|                               |
| Fonte: Apple Newsroom Archive |

## Software

### Sistema operativo
Il dispositivo (insieme a iPod e, con un'interfaccia differente, anche Apple TV) utilizza iOS (conosciuto come iPhone OS prima dell'aprile 2010), una versione ottimizzata del sistema operativo macOS (privato delle componenti non necessarie). Le differenze tra il sistema operativo utilizzato dai computer e quello utilizzato dal cellulare non sono note, ma è possibile dire che è basato su una variante dello stesso kernel Mach e include il componente "Core Animation", che supporta le animazioni dell'interfaccia.
Il processore dell'iPhone appartiene alla famiglia di processori ARM, difatti il sistema operativo è compilato per questa tipologia di processori, a differenza del sistema operativo per computer che è compilato per processori PowerPC e X86. Non è possibile quindi copiare semplicemente le applicazioni macOS, ma queste devono essere riscritte e ricompilate per funzionare sul dispositivo.
Il sistema operativo occupa circa 700 MB di spazio nella memoria flash.
Apple ha fornito il telefono di un programma di aggiornamento sulla falsariga di quello utilizzato con il sistema operativo per computer, in modo da poter correggere eventuali problemi del telefono.
I primi modelli montavano il sistema operativo "OS X 1.0 (1A543a)", come visibile dal log dovuto al crash del programma MobileMail. Sembra che tutti i programmi siano eseguiti in modalità superuser.
Il 2 di agosto 2007, Apple ha reso disponibile il primo aggiornamento di sicurezza per il dispositivo. L'aggiornamento ha risolto alcuni problemi di stabilità e di sicurezza individuati dopo la commercializzazione del prodotto. L'aggiornamento elimina anche qualsiasi modifica o hack del telefono.
La versione 2.0 del sistema operativo è stata pubblicata l'11 luglio 2008, data nella quale l'iPhone 3G è stato reso disponibile in 22 paesi. Viene introdotto l'App Store, un negozio online tramite il quale gli utenti possono scaricare applicazioni per il dispositivo.
Il 7 giugno 2010, insieme alla presentazione dell'iPhone 4, è stata annunciata la quarta versione del sistema operativo, rinominato iOS 4.0, pubblicato ufficialmente il 21 giugno. Quattro mesi dopo, il 23 novembre 2010, è uscita la versione 4.2.1, la prima a portare tutte le funzioni di iOS 4 anche sugli iPad.
Il 6 giugno 2011 viene presentata durante il WWDC la quinta versione del sistema operativo, che introduce più di 200 nuove funzioni. L'iPhone 4S esce il 12 ottobre 2011.
Il 12 settembre 2012 è stato presentato iOS 6; dal 19 settembre 2012 è stato reso disponibile il download.
Dal 19 marzo 2013 è stato reso disponibile il download di iOS 6.1.3, il quale corregge un errore che poteva consentire di superare il codice e accedere all'app Telefono. Contiene anche miglioramenti all'applicazione Mappe per il giapponese.
Il 10 giugno 2013 è presentato il sistema operativo per iPhone/iPad e iPod di 5ª generazione denominato iOS 7, il quale ha un'interfaccia completamente ridisegnata.

### Interfaccia
Il display, il microfono e l'altoparlante (o gli altoparlanti), sono le interfacce hardware principali di ogni telefono iPhone, che prevede anche: un tasto fisico frontale con varie funzioni, un bottoncino posto a sinistra del lato superiore per commutare la modalità standby-acceso (e blocco tasti o disattivazione display), due tasti per la regolazione del volume posti sul lato di sinistra ed un interruttore per passare dalla modalità suoneria a quella di vibrazione. Solitamente è presente anche una presa jack da 3,5 mm per gli auricolari (uscita audio) con microfono, per usare il telefono senza mani o per ascoltare la musica/film, ecc. Le altre funzioni del dispositivo sono accessibili mediante il display a schermo tattile, chiamato multi-touch, che occupa l'intero lato frontale del dispositivo, utile ad omettere la tastiera e a facilitare altre funzioni; non necessita di pennino e si utilizza direttamente con le dita, permettendo di gestire anche il tocco di più dita contemporaneamente: questa caratteristica implementa le cosiddette gesture, ovvero le combinazioni di gesti, movimenti di più dita, che permettono di controllare l'interfaccia del dispositivo. Le gesture sono utilizzate, per esempio, per zoomare su foto o pagine web, semplicemente appoggiando due dita sullo schermo e allontanandole (zoom in) o avvicinandole (zoom out). Col touchscreen è possibile scorrere rapidamente le pagine e gli elenchi, in particolare con lo scorrimento e il sollevamento veloce del dito, che può somigliare a un lancio e che produce sull'interfaccia un effetto di rotazione verticale veloce, simile a quella degli elementi di una slot machine (o effetto rullo). Con il 3D Touch, il display è in grado di misurare anche la pressione applicata su quest'ultimo, in modo tale da comportarsi differentemente se viene semplicemente premuto, premuto con poca intensità o premuto con molta intensità.
Lo SpringBoard è l'interfaccia software principale dei vari iOS degli iPhone. È la pagina principale composta dalle icone dei programmi disponibili su uno sfondo nero (o colori a scelta, a partire da iOS 4), con un dock nella parte inferiore, comprendente di default le applicazioni Telefono, Safari, Messaggi e Musica. Tenendo premuta una delle icone per un paio di secondi, iniziano tutte a vibrare ed è possibile gestirle, spostarle, eliminarle o creare nuove cartelle. Premendo più intensamente, con il 3D Touch (solo su iPhone 6s, 6s Plus, 7, 7 Plus 8, 8 Plus, X, XR, XS, XS Max), è possibile accedere alle scorciatoie specifiche per ogni applicazione; se quest'ultima è in fase di scaricamento, da iOS 10 è possibile aumentarne la priorità di download.
Per tutte le applicazioni che necessitano della stesura di testi, il dispositivo visualizza una tastiera virtuale (accessibile sempre tramite schermo tattile) di tipo QWERTY e prevede inoltre un controllo ortografico di tipo predittivo, simile al T9. Il controllo predittivo, quando suggerisce le parole, tiene conto delle lettere inserite dall'utente e del fatto che l'utente può commettere alcuni errori di digitazione premendo un tasto prossimo a quello che effettivamente l'utente desiderava premere.
Il motore grafico dell'interfaccia è basato sulle stesse tecnologie del sistema operativo macOS utilizzato sui computer Apple e sfrutta anche Core Animation, una tecnologia per le animazioni grafiche.

### Applicazioni di terze parti
Il dispositivo inizialmente poteva utilizzare solamente applicazioni di terze parti che si interfacciavano via web. I programmi di terze parti quindi dovevano utilizzare le tecniche messe a disposizione dal paradigma Web 2.0 e AJAX. Apple aveva deciso di non permettere l'installazione di applicazioni non web per evitare problemi di sicurezza. Se molti dispositivi avessero dovuto eseguire applicazioni corrotte o con virus, avrebbero potuto generare un elevato traffico che avrebbe potuto mettere in crisi il gestore telefonico. L'utilizzo di applicazioni web non eliminava il problema, ma essendo queste eseguite all'interno di una sandbox protetta, ne riduceva la pericolosità.
Nonostante ciò, sono nati alcuni modi non accettati da Apple di installare applicativi di terze parti sull'iPhone. Tra tutti il più utilizzato, dal vecchio firmware versione 1.1.4, era "installer.app". Il software si presenta come un'icona sull'interfaccia dell'iPhone che permette, tramite una connessione a dei repository, di scaricare e installare software di terze parti scritti per macOS. I repository (o sources) più importanti, sicuri e forniti sono le Community Sources, di cui fanno parte:  iSpazio., BigBoss, ModMyi, e Saurik.
Il 17 ottobre 2007, Apple ha reso noto che dal febbraio 2008 avrebbe permesso di caricare programmi di terze parti nel dispositivo. La società ha speso molto tempo per poter approntare un kit di sviluppo per il dispositivo.
Il 6 marzo 2008, Steve Jobs ha annunciato che il kit di sviluppo di applicazioni era disponibile in versione beta per gli sviluppatori gratuitamente.
Le applicazioni di terze parti devono però essere certificate preventivamente da Apple, per evitare che il telefono sia preda di spyware e malware e sono quindi dotate di un certificato digitale.
Con l'arrivo dell'iPhone 3G è uscito il firmware 2.0. Esso introduce delle grandi novità nella gestione delle applicazioni. Introduce infatti l'App Store, un'applicazione che permette di accedere al negozio di applicazioni gestito da Apple. Lo store è composto sia da applicazioni gratuite, sia da applicazioni a pagamento.
Al momento del lancio, erano presenti più di 500 applicazioni, sviluppate da molteplici case produttrici di software. Nel gennaio 2011 ha raggiunto quota 325.000 applicazioni. Il 12 giugno 2016, Apple ha annunciato che il numero di applicazioni presenti sull'App Store era di oltre 2 milioni.
Analisi di mercato mostrano che gli utenti iPhone hanno una notevole propensione all'acquisto di applicazione di terze parti. Una ricerca infatti ha stimato che il 17% degli utenti ha speso nel 2008 una cifra analoga o superiore al costo del telefono.
A fianco dell'App Store ufficiale è presente, per i dispositivi sbloccati tramite jailbreak, un software chiamato Cydia, che prende spunto dal vecchio e ormai chiuso installer.app. In Cydia si possono trovare numerose applicazioni non accettate da Apple, applicativi per modificare l'interfaccia e il funzionamento di iOS e, attraverso l'inserimento di repository (o sources) particolari, anche metodi illegali per scaricare le applicazioni ufficiali. Il creatore di Cydia, Jay Freeman (noto con il soprannome di "saurik"), scoraggia però l'aggiunta di questi repository illegali, non facendovi pubblicità e non immettendoli automaticamente su Cydia, facendo sì che esca un pop-up di avvertimento che mette in guardia l'utente sugli aspetti illegali quando cerca di aggiungere uno di questi repository.

### Supporto delle versioni del sistema operativo iOS
La tabella seguente mostra le versioni di iOS supportate dai dispositivi iPhone nel corso degli anni. L'iPhone originale e l'iPhone 3G hanno ricevuto due aggiornamenti della versione iOS e i modelli successivi sono stati in genere aggiornati con le nuove versioni di iOS per cinque o sei anni.
| Modello                          | Anno | Versione iOS | Versione iOS | Versione iOS | Versione iOS | Versione iOS | Versione iOS | Versione iOS | Versione iOS | Versione iOS | Versione iOS | Versione iOS | Versione iOS | Versione iOS | Versione iOS | Versione iOS | Versione iOS | Versione iOS | Versione iOS |
| Modello                          | Anno | 1            | 2            | 3            | 4            | 5            | 6            | 7            | 8            | 9            | 10           | 11           | 12           | 13           | 14           | 15           | 16           | 17           | 18           |
| -------------------------------- | ---- | ------------ | ------------ | ------------ | ------------ | ------------ | ------------ | ------------ | ------------ | ------------ | ------------ | ------------ | ------------ | ------------ | ------------ | ------------ | ------------ | ------------ | ------------ |
| iPhone (2G)                      | 2007 |              |              |              |              |              |              |              |              |              |              |              |              |              |              |              |              |              |              |
| iPhone 3G                        | 2008 |              |              |              |              |              |              |              |              |              |              |              |              |              |              |              |              |              |              |
| iPhone 3GS                       | 2009 |              |              |              |              |              |              |              |              |              |              |              |              |              |              |              |              |              |              |
| iPhone 4                         | 2010 |              |              |              |              |              |              |              |              |              |              |              |              |              |              |              |              |              |              |
| iPhone 4s                        | 2011 |              |              |              |              |              |              |              |              |              |              |              |              |              |              |              |              |              |              |
| iPhone 5                         | 2012 |              |              |              |              |              |              |              |              |              |              |              |              |              |              |              |              |              |              |
| iPhone 5c                        | 2013 |              |              |              |              |              |              |              |              |              |              |              |              |              |              |              |              |              |              |
| iPhone 5s                        | 2013 |              |              |              |              |              |              |              |              |              |              |              |              |              |              |              |              |              |              |
| iPhone 6 / 6 Plus                | 2014 |              |              |              |              |              |              |              |              |              |              |              |              |              |              |              |              |              |              |
| iPhone 6s / 6s Plus              | 2015 |              |              |              |              |              |              |              |              |              |              |              |              |              |              |              |              |              |              |
| iPhone SE (prima gen.)           | 2016 |              |              |              |              |              |              |              |              |              |              |              |              |              |              |              |              |              |              |
| iPhone 7 / 7 Plus                | 2016 |              |              |              |              |              |              |              |              |              |              |              |              |              |              |              |              |              |              |
| iPhone 8 / 8 Plus                | 2017 |              |              |              |              |              |              |              |              |              |              |              |              |              |              |              |              |              |              |
| iPhone X                         | 2017 |              |              |              |              |              |              |              |              |              |              |              |              |              |              |              |              |              |              |
| iPhone XS / XS Max               | 2018 |              |              |              |              |              |              |              |              |              |              |              |              |              |              |              |              |              |              |
| iPhone XR                        | 2018 |              |              |              |              |              |              |              |              |              |              |              |              |              |              |              |              |              |              |
| iPhone 11 / Pro / Pro Max        | 2019 |              |              |              |              |              |              |              |              |              |              |              |              |              |              |              |              |              |              |
| iPhone SE (seconda gen.)         | 2020 |              |              |              |              |              |              |              |              |              |              |              |              |              |              |              |              |              |              |
| iPhone 12 / mini / Pro / Pro Max | 2020 |              |              |              |              |              |              |              |              |              |              |              |              |              |              |              |              |              |              |
| iPhone 13 / mini / Pro / Pro Max | 2021 |              |              |              |              |              |              |              |              |              |              |              |              |              |              |              |              |              |              |
| iPhone SE (terza gen.)           | 2022 |              |              |              |              |              |              |              |              |              |              |              |              |              |              |              |              |              |              |
| iPhone 14 / Plus / Pro / Pro Max | 2022 |              |              |              |              |              |              |              |              |              |              |              |              |              |              |              |              |              |              |
| iPhone 15 / Plus / Pro / Pro Max | 2023 |              |              |              |              |              |              |              |              |              |              |              |              |              |              |              |              |              |              |
| iPhone 16 / Plus / Pro / Pro Max | 2024 |              |              |              |              |              |              |              |              |              |              |              |              |              |              |              |              |              |              |

| Legenda: | Interrotto e non supportato | Interrotto e non supportato, solo correzioni di bug di sicurezza critici | Interrotto, ancora supportato | Attuale o ancora in vendita |

| Osservazioni: | 1. 2. 3. 4. |

## Hardware

### Chip
Le prime due generazioni di iPhone montavano un chip progettato da Samsung su architettura ARM, identificato rispettivamente come S5L8900 per l’iPhone originale e S5L8720 per l’iPhone 3G. Questi chip integravano una CPU ARM11 e, nelle prime versioni, una GPU PowerVR MBX, fornita da Imagination Technologies.
A partire dall’iPhone 4 (2010), Apple ha iniziato a progettare internamente i propri chip della serie Apple Ax, a cominciare dall’Apple A4, pur continuando a delegarne la produzione a Samsung. I chip Apple Ax sono System on a Chip (SoC) che integrano CPU, GPU, controller di memoria e altri componenti, progettati per ottimizzare prestazioni ed efficienza energetica su dispositivi mobili.
I primi SoC Apple (da A4 ad A10) utilizzavano ancora GPU PowerVR. Solo in seguito Apple ha iniziato a sviluppare GPU personalizzate.
A partire dall’Apple A6 (2012), Apple ha iniziato a utilizzare core CPU progettati internamente, abbandonando l'utilizzo dei core standard ARM. L’Apple A7 (2013), introdotto con l’iPhone 5S, è stato il primo processore a 64 bit in uno smartphone.
Nel corso degli anni, la produzione dei chip è passata progressivamente da Samsung a TSMC (Taiwan Semiconductor Manufacturing Company), che è diventata il principale partner produttivo a partire dall’Apple A8. Con il passaggio a TSMC, Apple ha potuto beneficiare di nodi produttivi più avanzati, come 16nm (A9), 10nm (A10X), 7nm (A12), fino ai più recenti 5nm e 3nm.
Dal 2016, a partire dall’Apple A10 Fusion, è iniziata anche la separazione dei core CPU in cluster ad alte e basse prestazioni (big.LITTLE), per migliorare la gestione energetica.
Con l’Apple A11 Bionic (2017), è stato introdotto il Neural Engine, un’unità dedicata all’elaborazione di algoritmi di machine learning e intelligenza artificiale. Questa componente è stata progressivamente potenziata nelle generazioni successive, assumendo un ruolo chiave in operazioni come Face ID, fotografia computazionale e funzioni on-device di Siri.
A partire dall'iPhone 13 (2021), i modelli base e quelli di fascia superiore (Pro) differiscono per il numero di core GPU, pur mantenendo lo stesso nome commerciale.
Dal 2022, con la serie iPhone 14, Apple ha iniziato a differenziare esplicitamente i SoC tra modelli standard e Pro: gli iPhone 14 e 14 Plus hanno mantenuto il chip Apple A15 Bionic già visto su iPhone 13 Pro e 13 Pro Max, mentre gli iPhone 14 Pro e 14 Pro Max hanno introdotto un nuovo chip, l’Apple A16 Bionic. Questa strategia è stata confermata con la generazione successiva, dove gli iPhone 15 e 15 Plus utilizzano l’A16 mentre gli iPhone 15 Pro e 15 Pro Max adottarono l’Apple A17 Pro, realizzato con processo a 3 nanometri e dotato di una nuova GPU con supporto al ray tracing hardware.
A partire dalla serie iPhone 16 (2024), i modelli standard e Pro montano la stessa generazione di processore, ma con caratteristiche e nome differenti: i modelli 16 e 16 Plus utilizzano l'Apple A18, mentre i modelli 16 Pro e 16 Pro Max utilizzano il chip Apple A18 Pro.
I chip più recenti integrano, oltre a CPU e GPU, componenti dedicati come: Secure Enclave (per la gestione sicura dei dati biometrici), ISP avanzati (per l’elaborazione dell’immagine), motori video (per codec come ProRes, AV1), controller DRAM integrati e coprocessori U1 per comunicazioni a banda ultralarga.

### Fotocamere
Il primo iPhone (2007) integrava una fotocamera posteriore da 2 megapixel, priva di autofocus, flash o capacità video. Le versioni successive hanno introdotto miglioramenti incrementali: l’iPhone 3GS (2009) ha aggiunto l’autofocus e la registrazione video, mentre l’iPhone 4 (2010) ha introdotto la prima fotocamera frontale, pensata per FaceTime.
Con l’iPhone 4S (2011), la risoluzione della fotocamera posteriore è salita a 8 megapixel, e sono stati introdotti sensori retroilluminati (BSI) per migliorare le prestazioni in condizioni di scarsa luminosità. A partire dall’iPhone 5S, Apple ha continuato a raffinare sensori, lenti e software di elaborazione, e ha introdotto il flash True Tone, capace di regolare il bilanciamento cromatico.
L’iPhone 6S (2015) ha segnato il passaggio ai 12 megapixel, una risoluzione che è rimasta stabile per diverse generazioni, con miglioramenti nella qualità del sensore, nella fedeltà dei colori e nella velocità di scatto.
A partire dall’iPhone 7 Plus (2016), Apple ha introdotto per la prima volta una configurazione a doppia fotocamera, con una seconda lente teleobiettivo da 2x, aprendo la strada a modalità ritratto con effetto bokeh simulato. L’iPhone X (2017) ha introdotto il Face ID grazie alla TrueDepth camera frontale che utilizza il rilevamento 3D per la scansione del volto, oltre ad un layout delle fotocamere posteriori in verticale.
Nel 2018, con l’introduzione di iPhone XS e iPhone XR, Apple ha adottato per la prima volta una segmentazione esplicita della gamma, distinguendo tra modelli “standard” e “premium”, con l’iPhone XS che disponeva di una doppia fotocamera posteriore (grandangolo + teleobiettivo), mentre l’iPhone XR dotato di una singola fotocamera grandangolare, pur supportando via software alcune funzioni della modalità Ritratto. Questa differenziazione nel comparto fotografico tra le due fasce è rimasta una costante anche nelle generazioni successive.
L’iPhone 11 Pro (2019) ha introdotto un sistema a tre fotocamere posteriori, con l’aggiunta di un obiettivo ultra-grandangolare. Nelle generazioni successive, è stato progressivamente migliorato l’elaborazione software delle immagini tramite Smart HDR, Deep Fusion e funzioni di fotografia computazionale.
L’iPhone 14 Pro (2022) ha segnato il passaggio a un sensore principale da 48 megapixel, utilizzato in modalità binning per produrre immagini da 12 MP più dettagliate e luminose. Questo approccio è stato mantenuto anche nella serie iPhone 15 Pro, che ha introdotto nuove lunghezze focali simulate via software, e capacità avanzate di video, tra cui registrazione ProRes, modalità cinematografica e supporto a codec professionali.
I modelli Pro includono regolarmente sistemi fotografici più evoluti rispetto a quelli standard, integrando teleobiettivi con zoom ottico (fino a 5x nel modello Pro Max), scanner LiDAR per la messa a fuoco in ambienti poco illuminati e per applicazioni AR, e sensori più grandi dotati di stabilizzazione ottica sensor-shift.
Parallelamente, Apple ha continuato a commercializzare modelli iPhone SE (2020, 2022) con singola fotocamera posteriore grandangolare, sostituiti nel 2025 dall'iPhone 16e, anch'esso con singola fotocamera posteriore grandangolare.

#### Camera frontale (TrueDepth)
| Anno | Modello           | Grandangolare (anteriore) | Grandangolare (anteriore) | Grandangolare (anteriore) | Grandangolare (anteriore) |
| Anno | Modello           | Risoluzione               | Diaframma                 | Apertura focale           | Elementi                  |
| ---- | ----------------- | ------------------------- | ------------------------- | ------------------------- | ------------------------- |
| 2007 | iPhone EDGE       | ✘                         | ✘                         | ✘                         | ✘                         |
| 2008 | iPhone 3G         | ✘                         | ✘                         | ✘                         | ✘                         |
| 2009 | iPhone 3GS        | ✘                         | ✘                         | ✘                         | ✘                         |
| 2010 | iPhone 4          | 0.3                       | ƒ/2.8                     |                           |                           |
| 2011 | iPhone 4s         | 0.3                       | ƒ/2.4                     | 1.85 mm                   |                           |
| 2012 | iPhone 5          | 1.2                       | ƒ/2.4                     | 2.18 mm                   |                           |
| 2013 | iPhone 5c         | 1.2                       | ƒ/2.4                     | 2.15 mm                   |                           |
| 2013 | iPhone 5s         | 1.2                       | ƒ/2.4                     | 2.15 mm                   |                           |
| 2014 | iPhone 6          | 1.2                       | ƒ/2.2                     | 2.65 mm                   |                           |
| 2014 | iPhone 6 Plus     | 1.2                       | ƒ/2.2                     | 2.65 mm                   |                           |
| 2015 | iPhone 6s         | 5                         | ƒ/2.2                     | 2.65 mm                   |                           |
| 2015 | iPhone 6s Plus    | 5                         | ƒ/2.2                     | 2.65 mm                   |                           |
| 2016 | iPhone SE         | 1.2                       | ƒ/2.4                     | 2.15 mm                   |                           |
| 2016 | iPhone 7          | 7                         | ƒ/2.2                     | 2.87 mm                   |                           |
| 2016 | iPhone 7 Plus     | 7                         | ƒ/2.2                     | 2.87 mm                   |                           |
| 2017 | iPhone 8          | 7                         | ƒ/2.2                     | 2.87 mm                   |                           |
| 2017 | iPhone 8 Plus     | 7                         | ƒ/2.2                     | 2.87 mm                   |                           |
| 2017 | iPhone X          | 7                         | ƒ/2.2                     | 2.87 mm                   |                           |
| 2018 | iPhone XR         | 7                         | ƒ/2.2                     | 2.87 mm                   | 4                         |
| 2018 | iPhone XS         | 7                         | ƒ/2.2                     | 2.87 mm                   | 4                         |
| 2018 | iPhone XS Max     | 7                         | ƒ/2.2                     | 2.87 mm                   | 4                         |
| 2019 | iPhone 11         | 12                        | ƒ/2.2                     | 2.71 mm                   | 5                         |
| 2019 | iPhone 11 Pro     | 12                        | ƒ/2.2                     | 2.71 mm                   | 5                         |
| 2019 | iPhone 11 Pro Max | 12                        | ƒ/2.2                     | 2.71 mm                   | 5                         |
| 2020 | iPhone SE 2020    | 12                        | ƒ/2.2                     | 2.71 mm                   |                           |
| 2020 | iPhone 12 mini    | 12                        | ƒ/2.2                     | 2.71 mm                   |                           |
| 2020 | iPhone 12         | 12                        | ƒ/2.2                     | 2.71 mm                   |                           |
| 2020 | iPhone 12 Pro     | 12                        | ƒ/2.2                     | 2.71 mm                   |                           |
| 2020 | iPhone 12 Pro Max | 12                        | ƒ/2.2                     | 2.71 mm                   |                           |
| 2021 | iPhone 13 mini    | 12                        | ƒ/2.2                     | 2.71 mm                   |                           |
| 2021 | iPhone 13         | 12                        | ƒ/2.2                     | 2.71 mm                   |                           |
| 2021 | iPhone 13 Pro     | 12                        | ƒ/2.2                     | 2.71 mm                   |                           |
| 2021 | iPhone 13 Pro Max | 12                        | ƒ/2.2                     | 2.71 mm                   |                           |
| 2022 | iPhone SE 2022    | 12                        | ƒ/2.2                     | 2.71 mm                   |                           |
| 2022 | iPhone 14         | 12                        | ƒ/1.9                     | 2.69 mm                   | 6                         |
| 2022 | iPhone 14 Plus    | 12                        | ƒ/1.9                     | 2.69 mm                   | 6                         |
| 2022 | iPhone 14 Pro     | 12                        | ƒ/1.9                     | 2.69 mm                   | 6                         |
| 2022 | iPhone 14 Pro Max | 12                        | ƒ/1.9                     | 2.69 mm                   | 6                         |
| 2023 | iPhone 15         | 12                        | ƒ/1.9                     |                           | 6                         |
| 2023 | iPhone 15 Plus    | 12                        | ƒ/1.9                     |                           | 6                         |
| 2023 | iPhone 15 Pro     | 12                        | ƒ/1.9                     |                           | 6                         |
| 2023 | iPhone 15 Pro Max | 12                        | ƒ/1.9                     |                           | 6                         |
| 2024 | iPhone 16         | 12                        | ƒ/1.9                     |                           | 6                         |
| 2024 | iPhone 16 Plus    | 12                        | ƒ/1.9                     |                           | 6                         |
| 2024 | iPhone 16 Pro     | 12                        | ƒ/1.9                     |                           | 6                         |
| 2024 | iPhone 16 Pro Max | 12                        | ƒ/1.9                     |                           | 6                         |
| Anno | Modello           | Risoluzione               | Diaframma                 | Apertura focale           | Elementi                  |
| Anno | Modello           | Grandangolare (anteriore) |                           |                           |                           |

#### Camera posteriore

##### iPhone fino al 2017
| Anno          | Anno             | 2007 | 2008 | 2009 | 2010 | 2011 | 2012 | 2013 | 2013 | 2014 | 2014   | 2015 | 2015    | 2016 | 2016 | 2016   | 2017 | 2017   | 2017 |
| Modello       | Modello          | EDGE | 3G   | 3GS  | 4    | 4S   | 5    | 5c   | 5s   | 6    | 6 Plus | 6s   | 6s Plus | SE   | 7    | 7 Plus | 8    | 8 Plus | X    |
| ------------- | ---------------- | ---- | ---- | ---- | ---- | ---- | ---- | ---- | ---- | ---- | ------ | ---- | ------- | ---- | ---- | ------ | ---- | ------ | ---- |
| Grandangolo   | Risoluzione (MP) | 2    | 2    | 3    | 5    | 8    | 8    | 8    | 8    | 8    | 8      | 12   | 12      | 12   | 12   | 12     | 12   | 12     | 12   |
| Grandangolo   | Diaframma (ƒ)    | -    | -    | -    | 2.8  | 2.4  | 2.4  | 2.4  | 2.2  | 2.2  | 2.2    | 2.2  | 2.2     | 2.2  | 1.8  | 1.8    | 1.8  | 1.8    | 1.8  |
| Grandangolo   | Pixel size (µm)  | ✘    | ✘    | ✘    | ✘    | ✘    | ✘    | ✘    | ✘    | ✘    | ✘      | ✘    | ✘       | ✘    | ✘    | ✘      | ✘    | ✘      | ✘    |
| Grandangolo   | Elementi         |      |      |      |      | 5    | 5    | 5    | 5    | 5    | 5      | 5    | 5       | 5    | 6    | 6      | 6    | 6      | -    |
|               |                  |      |      |      |      |      |      |      |      |      |        |      |         |      |      |        |      |        |      |
| Teleobiettivo | Risoluzione (MP) | ✘    | ✘    | ✘    | ✘    | ✘    | ✘    | ✘    | ✘    | ✘    | ✘      | ✘    | ✘       | ✘    | ✘    | 12     | ✘    | 12     | 12   |
| Teleobiettivo | Diaframma (ƒ)    | ✘    | ✘    | ✘    | ✘    | ✘    | ✘    | ✘    | ✘    | ✘    | ✘      | ✘    | ✘       | ✘    | ✘    | 2.8    | ✘    | 2.8    | 2.4  |
| Teleobiettivo | Elementi         | ✘    | ✘    | ✘    | ✘    | ✘    | ✘    | ✘    | ✘    | ✘    | ✘      | ✘    | ✘       | ✘    | ✘    | -      | ✘    | -      | -    |
| Teleobiettivo | Zoom digitale    | -    | -    | -    | -    | -    | -    | -    | -    | -    | -      | -    | -       | 5x   | 5x   | 10x    | 5x   | 10x    | 10x  |
| Teleobiettivo | Zoom ottico (IN) | ✘    | ✘    | ✘    | ✘    | ✘    | ✘    | ✘    | ✘    | ✘    | ✘      | ✘    | ✘       | ✘    | ✘    | 2x     | ✘    | 2x     | 2x   |
|               |                  | EDGE | 3G   | 3GS  | 4    | 4S   | 5    | 5c   | 5s   | 6    | 6 Plus | 6s   | 6s Plus | SE   | 7    | 7 Plus | 8    | 8 Plus | X    |

#### iPhone dal 2018 (modelli base)
| Anno              | Anno              | 2018 | 2019 | 2020 | 2020    | 2021 | 2021    | 2022 | 2022    | 2023 | 2023    | 2024 | 2024    |
| Modello           | Modello           | XR   | 11   | 12   | 12 mini | 13   | 13 mini | 14   | 14 Plus | 15   | 15 Plus | 16   | 16 Plus |
| ----------------- | ----------------- | ---- | ---- | ---- | ------- | ---- | ------- | ---- | ------- | ---- | ------- | ---- | ------- |
| Grandangolo       | Risoluzione (MP)  | 12   | 12   | 12   | 12      | 12   | 12      | 12   | 12      | 12   | 12      | 48   | 48      |
| Grandangolo       | Diaframma (ƒ)     | 1.8  | 1.6  | 1.6  | 1.6     | 1.6  | 1.6     | 1.5  | 1.5     | 1.6  | 1.6     | 1.6  | 1.6     |
| Grandangolo       | Pixel size (µm)   | ✘    | ✘    | ✘    | ✘       | ✘    | ✘       | ✘    | ✘       | ✘    | ✘       | ✘    | ✘       |
| Grandangolo       | Elementi          | ✘    | ✘    | ✘    | ✘       | ✘    | ✘       | ✘    | ✘       | ✘    | ✘       | ✘    | ✘       |
|                   |                   |      |      |      |         |      |         |      |         |      |         |      |         |
| Ultra-grandangolo | Risoluzione (MP)  | ✘    | 12   | 12   | 12      | 12   | 12      | 12   | 12      | 12   | 12      | 12   | 12      |
| Ultra-grandangolo | Diaframma (ƒ)     | ✘    | 2.4  | 2.4  | 2.4     | 2.4  | 2.4     | 2.4  | 2.4     | 2.4  | 2.4     | 2.2  | 2.2     |
| Ultra-grandangolo | Zoom ottico (OUT) | ✘    | 0.5x | 0.5x | 0.5x    | 0.5x | 0.5x    | 0.5x | 0.5x    | 0.5x | 0.5x    | 0.5x | 0.5x    |

##### iPhone dal 2018 (modelli Pro)[74]
| Anno              | Anno              | 2018 | 2018   | 2019   | 2019       | 2020   | 2020       | 2021   | 2021       | 2022   | 2022       | 2023   | 2023       | 2024   | 2024       |
| Modello           | Modello           | XS   | XS Max | 11 Pro | 11 Pro Max | 12 Pro | 12 Pro Max | 13 Pro | 13 Pro Max | 14 Pro | 14 Pro Max | 15 Pro | 15 Pro Max | 16 Pro | 16 Pro Max |
| ----------------- | ----------------- | ---- | ------ | ------ | ---------- | ------ | ---------- | ------ | ---------- | ------ | ---------- | ------ | ---------- | ------ | ---------- |
| Grandangolo       | Risoluzione (MP)  | 12   | 12     | 12     | 12         | 12     | 12         | 12     | 12         | 12     | 12         | 48     | 48         | 48     | 48         |
| Grandangolo       | Diaframma (ƒ)     | 1.8  | 1.8    | 1.8    | 1.8        | 1.6    | 1.6        | 1.5    | 1.5        | 1.78   | 1.78       | 1.78   | 1.78       | 1.78   | 1.78       |
| Grandangolo       | Pixel size (µm)   | 1.4  | 1.4    | 1.4    | 1.4        | 1.7    | 1.9        | 1.9    | 1.9        | 2.44   | 2.44       | 2.44   | 2.44       | -      | -          |
| Grandangolo       | Elementi          | -    | -      | 6      | 6          | 7      | 7          | 7      | 7          | 7      | 7          | 7      | 7          | -      | -          |
|                   |                   |      |        |        |            |        |            |        |            |        |            |        |            |        |            |
| Ultra-grandangolo | Risoluzione (MP)  | ✘    | ✘      | 12     | 12         | 12     | 12         | 12     | 12         | 12     | 12         | 12     | 12         | 48     | 48         |
| Ultra-grandangolo | Diaframma (ƒ)     | ✘    | ✘      | 2.4    | 2.4        | 2.4    | 2.4        | 1.8    | 1.8        | 2.2    | 2.2        | 2.2    | 2.2        | 2.2    | 2.2        |
| Ultra-grandangolo | Zoom ottico (OUT) | ✘    | ✘      | 0.5x   | 0.5x       | 0.5x   | 0.5x       | 0.5x   | 0.5x       | 0.5x   | 0.5x       | 0.5x   | 0.5x       | 0.5x   | 0.5x       |
|                   |                   |      |        |        |            |        |            |        |            |        |            |        |            |        |            |
| Teleobbiettivo    | Risoluzione (MP)  | 12   | 12     | 12     | 12         | 12     | 12         | 12     | 12         | 12     | 12         | 12     | 12         | 12     | 12         |
| Teleobbiettivo    | Diaframma (ƒ)     | 2.4  | 2.4    | 2.0    | 2.0        | 2.0    | 2.2        | 2.8    | 2.8        | 2.8    | 2.8        | 2.8    | 2.8        | 2.8    | 2.8        |
| Teleobbiettivo    | Zoom ottico (IN)  | 2x   | 2x     | 2x     | 2x         | 2x     | 2.5x       | 3x     | 3x         | 3x     | 3x         | 3x     | 5x         | 5x     | 5x         |

### Riepilogo delle caratteristiche (da iPhone 8; solo la linea iPhone principale)
Sono elencate tutte le caratteristiche introdotte sulla linea principale di iPhone, a partire dal 2017 (in corsivo sono indicati i nomi commerciali/ufficiali delle caratteristiche):
| CARATTERISTICHE                                               | 8            | 8 Plus | X      | XR                                             | XS       | 11                                        | 11 Pro | 12                           | 12 Pro                      | 13                                 | 13 Pro  | 14                                            | 14 Pro              | 15                                          | 15 Pro                      | 16                        | 16 Pro                        | NOTE            |
| Design                                                        | Design       | Design | Design | Design                                         | Design   | Design                                    | Design | Design                       | Design                      | Design                             | Design  | Design                                        | Design              | Design                                      | Design                      | Design                    | Design                        | Design          |
| ------------------------------------------------------------- | ------------ | ------ | ------ | ---------------------------------------------- | -------- | ----------------------------------------- | ------ | ---------------------------- | --------------------------- | ---------------------------------- | ------- | --------------------------------------------- | ------------------- | ------------------------------------------- | --------------------------- | ------------------------- | ----------------------------- | --------------- |
| Design all-screen                                             |              |        | V      | V                                              | V        | V                                         | V      | V                            | V                           | V (notch più piccolo)              | V       | V                                             | V+ (Dynamic Island) | V+                                          | V+                          | V+                        | V+                            | [ 76 ]          |
| Resistenza ad acqua e polvere (IP6x)                          | V- (IP67)    | V-     | V-     | V-                                             | V (IP68) | V                                         | V      | V                            | V                           | V                                  | V       | V                                             | V                   | V                                           | V                           | V                         | V                             |                 |
| Scocca ad alta resistenza                                     |              |        | V      |                                                | V        |                                           | V      |                              | V                           |                                    | V       |                                               | V                   |                                             | V+ (Titanio)                |                           | V+                            | [ 77 ]          |
| Ceramic Shield                                                |              |        |        |                                                |          |                                           |        | V                            | V                           | V                                  | V       | V                                             | V                   | V                                           | V                           | V (di nuova generazione)  | V                             | [ 78 ] [ 79 ]   |
| Dynamic Island                                                |              |        |        |                                                |          |                                           |        |                              |                             |                                    |         |                                               | V                   | V                                           | V                           | V                         | V                             | [ 80 ]          |
| Display                                                       |              |        |        |                                                |          |                                           |        |                              |                             |                                    |         |                                               |                     |                                             |                             |                           |                               |                 |
| Super Retina XDR                                              |              |        |        |                                                |          |                                           | V      | V                            | V                           | V                                  | V       | V                                             | V                   | V                                           | V                           | V                         | V                             | [ 81 ]          |
| Display ProMotion                                             |              |        |        |                                                |          |                                           |        |                              |                             |                                    | V       |                                               | V                   |                                             | V                           |                           | V                             | [ 82 ]          |
| Display always-on (AOD)                                       |              |        |        |                                                |          |                                           |        |                              |                             |                                    |         |                                               | V                   |                                             | V                           |                           | V                             | [ 84 ]          |
| Sensori                                                       |              |        |        |                                                |          |                                           |        |                              |                             |                                    |         |                                               |                     |                                             |                             |                           |                               |                 |
| Fotocamera TrueDepth                                          |              |        | V      | V                                              | V        | V                                         | V      | V                            | V                           | V                                  | V       | V                                             | V                   | V                                           | V                           | V                         | V                             | [ 85 ]          |
| LiDAR                                                         |              |        |        |                                                |          |                                           |        |                              | V                           |                                    | V       |                                               | V                   |                                             | V                           |                           | V                             |                 |
| Accelerometro high-g                                          |              |        |        |                                                |          |                                           |        |                              |                             |                                    |         | V                                             | V                   | V                                           | V                           | V                         | V                             | [ 86 ]          |
| Fotocamera                                                    |              |        |        |                                                |          |                                           |        |                              |                             |                                    |         |                                               |                     |                                             |                             |                           |                               |                 |
| Fotocamera grandangolo (1x)                                   | V            | V      | V      | V                                              | V        | V (+ visualizza area esterna al riquadro) | V      | V                            | V                           | V                                  | V       | V                                             | V+ (anche 2x)       | V+                                          | V+                          | V+ (Fotocamera Fusion)    | V+                            |                 |
| Fotocamera teleobiettivo (2x)                                 |              | V      | V      |                                                | V        |                                           | V      |                              | V                           |                                    | V+ (3x) |                                               | V+                  |                                             | V+ (Solo Pro Max: anche 5x) |                           | V+ (5x su entrambi i modelli) |                 |
| Fotocamera ultragrandangolo (0,5x)                            |              |        |        |                                                |          | V                                         | V      | V (con Correzione obiettivo) | V                           | V                                  | V       | V                                             | V                   | V                                           | V                           | V                         | V+ (48 Mpx)                   |                 |
| Smart HDR                                                     |              |        |        | V                                              | V        | V                                         | V      | V                            | V                           | V                                  | V       | V                                             | V                   | V                                           | V                           | V                         | V                             | [ 89 ]          |
| Modalità Ritratto                                             |              | V-     | V-     | V (+ Controllo profondità, effetti di luce e ) | V        | V                                         | V      | V                            | V                           | V (+ modifica della messa a fuoco) | V       | V                                             | V                   | V+ (anche in Foto)                          | V+                          | V+                        | V+                            | [ 90 ]          |
| Deep Fusion                                                   |              |        |        |                                                |          | V                                         | V      | V                            | V                           | V                                  | V       | V                                             | V                   | V                                           | V                           | V                         | V                             | [ 91 ] [ 92 ]   |
| Modalità Notte                                                |              |        |        |                                                |          | V                                         | V      | V                            | V+ (anche in Mod. Ritratto) | V                                  | V+      | V                                             | V+                  | V                                           | V+                          | V                         | V+                            | [ 93 ]          |
| Apple ProRAW                                                  |              |        |        |                                                |          |                                           |        |                              | V                           |                                    | V       |                                               | V                   |                                             | V                           |                           | V                             | [ 95 ]          |
| Stabilizzazione ottica dell'immagine su sensore               |              |        |        |                                                |          |                                           |        |                              |                             | V                                  | V       | V                                             | V                   | V                                           | V                           | V                         | V                             | [ 96 ]          |
| Stili fotografici                                             |              |        |        |                                                |          |                                           |        |                              |                             | V                                  | V       | V                                             | V                   | V                                           | V                           | V (di nuova generazione)  | V                             |                 |
| Fotografia macro                                              |              |        |        |                                                |          |                                           |        |                              |                             |                                    | V       |                                               | V                   |                                             | V                           | V                         | V                             | [ 98 ]          |
| Photonic Engine                                               |              |        |        |                                                |          |                                           |        |                              |                             |                                    |         | V                                             | V                   | V                                           | V                           | V                         | V                             |                 |
| Foto ad alta risoluzione                                      |              |        |        |                                                |          |                                           |        |                              |                             |                                    |         |                                               | V                   | V+ (anche 24 Mpx e regolazione risoluzione) | V+                          | V+                        | V+                            | [ 99 ]          |
| Regolazione lunghezza focale                                  |              |        |        |                                                |          |                                           |        |                              |                             |                                    |         |                                               |                     |                                             | V                           |                           | V                             | [ 101 ]         |
| Modalità Controllo fotocamera                                 |              |        |        |                                                |          |                                           |        |                              |                             |                                    |         |                                               |                     |                                             |                             | V                         | V                             | [ 102 ]         |
| Foto spaziali                                                 |              |        |        |                                                |          |                                           |        |                              |                             |                                    |         |                                               |                     |                                             |                             | V                         | V                             |                 |
| Videocamera                                                   |              |        |        |                                                |          |                                           |        |                              |                             |                                    |         |                                               |                     |                                             |                             |                           |                               |                 |
| Alta Risoluzione                                              | V (+4K60)    | V      | V      | V (+controlli della velocità di riproduzione)  | V        | V                                         | V      | V                            | V                           | V                                  | V       | V (+"Stabilizzazione ottimizzata")            | V                   | V                                           | V                           | V (+Dolby Vision)         | V (+Dolby Vision e +4K120)    |                 |
| Video QuickTake                                               |              |        |        |                                                |          | V                                         | V      | V                            | V                           | V                                  | V       | V                                             | V                   | V                                           | V                           | V+ (+Dolby Vision e 4K60) | V+                            | [ 105 ]         |
| Video HDR                                                     |              |        |        |                                                |          |                                           |        | V- (solo fino a 30 fps)      | V (anche a 60 fps)          | V                                  | V       | V                                             | V                   | V                                           | V                           | V                         | V                             | [ 106 ]         |
| Stabilizzazione ottica del video su sensore                   |              |        |        |                                                |          |                                           |        |                              |                             | V                                  | V       | V                                             | V                   | V                                           | V                           | V                         | V                             |                 |
| Modalità Cinema                                               |              |        |        |                                                |          |                                           |        |                              |                             | V- (solo 1080p)                    | V-      | V (anche 4K e +"Stabilizzazione ottimizzata") | V                   | V                                           | V                           | V                         | V                             | [ 108 ]         |
| Video in macro                                                |              |        |        |                                                |          |                                           |        |                              |                             |                                    | V       |                                               | V                   |                                             | V                           | V                         | V                             |                 |
| Video ProRes                                                  |              |        |        |                                                |          |                                           |        |                              |                             |                                    | V       |                                               | V                   |                                             | V (+4K60)                   |                           | V (+4K120)                    |                 |
| Modalità Azione                                               |              |        |        |                                                |          |                                           |        |                              |                             |                                    |         | V                                             | V                   | V                                           | V                           | V                         | V                             |                 |
| Video spaziali                                                |              |        |        |                                                |          |                                           |        |                              |                             |                                    |         |                                               |                     |                                             | V- (solo 1080p 30fps)       | V-                        | V-                            | [ 112 ]         |
| Video LOG                                                     |              |        |        |                                                |          |                                           |        |                              |                             |                                    |         |                                               |                     |                                             | V                           |                           | V                             | [ 113 ] [ 114 ] |
| Academy Color Encoding System (ACES)                          |              |        |        |                                                |          |                                           |        |                              |                             |                                    |         |                                               |                     |                                             | V                           |                           | V                             | [ 115 ]         |
| Modalità Controllo fotocamera                                 |              |        |        |                                                |          |                                           |        |                              |                             |                                    |         |                                               |                     |                                             |                             | V                         | V                             | [ 116 ]         |
| Audio                                                         |              |        |        |                                                |          |                                           |        |                              |                             |                                    |         |                                               |                     |                                             |                             |                           |                               |                 |
| Registrazione audio stereo                                    |              |        |        | V                                              | V        | V                                         | V      | V                            | V                           | V                                  | V       | V                                             | V                   | V                                           | V                           | V                         | V                             |                 |
| Audio spaziale                                                |              |        |        | V                                              | V        | V                                         | V      | V                            | V                           | V                                  | V       | V                                             | V                   | V                                           | V                           | V                         | V                             | [ 118 ]         |
| Zoom audio                                                    |              |        |        |                                                |          | V                                         | V      | V                            | V                           | V                                  | V       | V                                             | V                   | V                                           | V                           | V                         | V                             |                 |
| Mix audio                                                     |              |        |        |                                                |          |                                           |        |                              |                             |                                    |         |                                               |                     |                                             |                             | V                         | V (+4 microfoni)              | [ 120 ]         |
| Connettività                                                  |              |        |        |                                                |          |                                           |        |                              |                             |                                    |         |                                               |                     |                                             |                             |                           |                               |                 |
| Ricarica wireless                                             | V (solo Qi)  | V      | V      | V                                              | V        | V                                         | V      | V+ (anche con MagSafe)       | V+                          | V+ (+Qi2, da iOS 17.2)             | V+      | V+                                            | V+                  | V+                                          | V+                          | V+                        | V+                            |                 |
| eSIM                                                          |              |        |        | V                                              | V        | V                                         | V      | V                            | V                           | V (anche doppia eSim insieme)      | V       | V                                             | V                   | V                                           | V                           | V                         | V                             |                 |
| Chip Ultra-Wideband (UW)                                      |              |        |        |                                                |          | V                                         | V      | V                            | V                           | V                                  | V       | V                                             | V                   | V                                           | V                           | V                         | V                             | [ 122 ]         |
| Wi-Fi 6                                                       |              |        |        |                                                |          | V                                         | V      | V                            | V                           | V                                  | V       | V                                             | V                   | V                                           | V                           | V (Wi-Fi 7)               | V                             |                 |
| 5G                                                            |              |        |        |                                                |          |                                           |        | V                            | V                           | V                                  | V       | V                                             | V                   | V                                           | V                           | V                         | V                             |                 |
| MagSafe                                                       |              |        |        |                                                |          |                                           |        | V                            | V                           | V                                  | V       | V                                             | V                   | V                                           | V                           | V                         | V                             | [ 123 ]         |
| Comunicazione satellitare                                     |              |        |        |                                                |          |                                           |        |                              |                             |                                    |         | V- (solo SOS di emergenza)                    | V-                  | V-                                          | V-                          | V-                        | V-                            |                 |
| USB-C                                                         |              |        |        |                                                |          |                                           |        |                              |                             |                                    |         |                                               |                     | V- (solo velocità USB 2.0)                  | V (velocità USB 3.0)        | V-                        | V                             | [ 124 ]         |
| Interazione                                                   |              |        |        |                                                |          |                                           |        |                              |                             |                                    |         |                                               |                     |                                             |                             |                           |                               |                 |
| Tocco avanzato                                                | V (3D Touch) | V      | V      | V                                              | V        | V- (solo feedback aptico)                 | V-     | V-                           | V-                          | V-                                 | V-      | V-                                            | V-                  | V-                                          | V-                          | V-                        | V-                            |                 |
| Tocco posteriore                                              | V            | V      | V      | V                                              | V        | V                                         | V      | V                            | V                           | V                                  | V       | V                                             | V                   | V                                           | V                           | V                         | V                             | [ 126 ]         |
| Tasto Azione                                                  |              |        |        |                                                |          |                                           |        |                              |                             |                                    |         |                                               |                     |                                             | V                           | V                         | V                             | [ 127 ]         |
| Tasto Controllo fotocamera                                    |              |        |        |                                                |          |                                           |        |                              |                             |                                    |         |                                               |                     |                                             |                             | V                         | V                             | [ 116 ]         |
| Altro                                                         |              |        |        |                                                |          |                                           |        |                              |                             |                                    |         |                                               |                     |                                             |                             |                           |                               |                 |
| Schermata di blocco - sfondo a più livelli                    |              |        |        | V                                              | V        | V                                         | V      | V                            | V                           | V                                  | V       | V                                             | V                   | V                                           | V                           | V                         | V                             |                 |
| NameDrop e Scheda contatto                                    |              |        |        | V                                              | V        | V                                         | V      | V                            | V                           | V                                  | V       | V                                             | V                   | V                                           | V                           | V                         | V                             | [ 131 ]         |
| App Fotocamera - Pulsanti rapidi                              |              |        |        | V                                              | V        | V                                         | V      | V                            | V                           | V                                  | V       | V                                             | V                   | V                                           | V                           | V                         | V                             |                 |
| App Fotocamera - FPS automatico                               |              |        |        | V                                              | V        | V                                         | V      | V                            | V                           | V                                  | V       | V                                             | V                   | V                                           | V                           | V                         | V                             | [ 133 ]         |
| App Foto - Ricerca visiva e separazione soggetto dallo sfondo |              |        |        | V                                              | V        | V                                         | V      | V                            | V                           | V                                  | V       | V                                             | V                   | V                                           | V                           | V                         | V                             | [ 135 ]         |
| Modalità Standby                                              |              |        |        | V-                                             | V-       | V-                                        | V-     | V-                           | V-                          | V-                                 | V-      | V-                                            | V (always-on)       | V-                                          | V                           | V                         | V                             | [ 136 ]         |
| App FaceTime - Trascrizioni Live                              |              |        |        |                                                |          | V                                         | V      | V                            | V                           | V                                  | V       | V                                             | V                   | V                                           | V                           | V                         | V                             | [ 138 ]         |
| App Metro - Misurazione altezza delle persone                 |              |        |        |                                                |          |                                           |        |                              | V                           |                                    | V       |                                               | V                   |                                             | V                           |                           | V                             |                 |
| App Lente - Modalità rilevamento                              |              |        |        |                                                |          |                                           |        |                              | V                           |                                    | V       |                                               | V                   |                                             | V                           |                           | V                             | [ 140 ]         |
| CARATTERISTICHE                                               | 8            | 8 Plus | X      | XR                                             | XS       | 11                                        | 11 Pro | 12                           | 12 Pro                      | 13                                 | 13 Pro  | 14                                            | 14 Pro              | 15                                          | 15 Pro                      | 16                        | 16 Pro                        | NOTE            |

#### Legenda
| Colori                                     |
| ------------------------------------------ |
| V+ (caratteristica con aggiunte ulteriori) |
| V                                          |
| V- (caratteristica presente parzialmente)  |

### Sensori

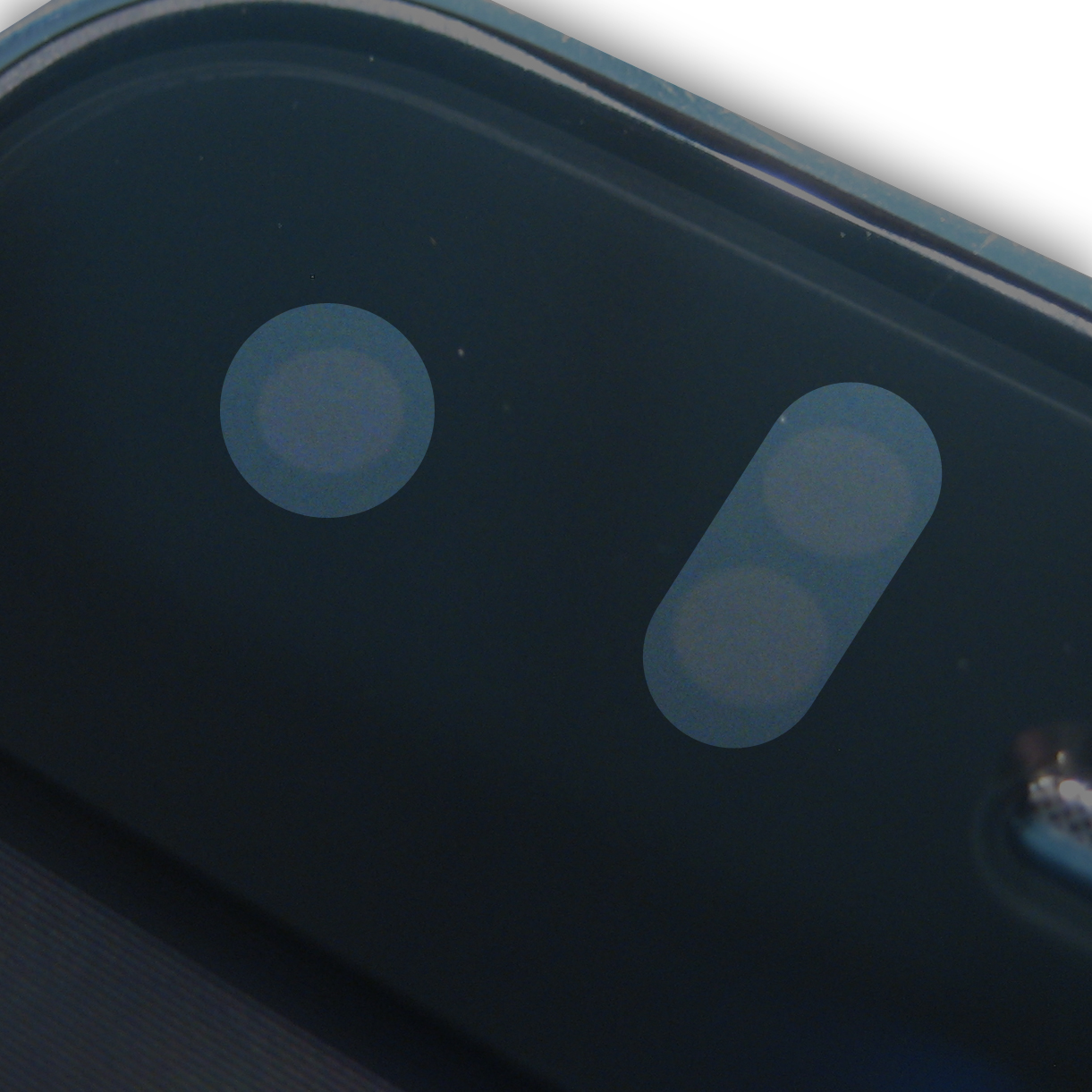
I sensori nell'iPhone 3G

L'iPhone è dotato di una gamma di sensori che automatizzano alcune funzionalità:
- Un sensore di prossimità a infrarossi, che permette di spegnere il display e disattivare i controlli dello schermo quando si avvicina il dispositivo all'orecchio, risparmiando così energia e ignorando i tocchi involontari (nella versione 3G sembra siano stati inseriti due sensori di prossimità per aumentare la precisione di funzionamento di questo);
- Un accelerometro capacitivo in grado di dedurre i cambi di orientamento del dispositivo e adattare automaticamente l'orientamento dell'immagine nel display, permettendo così di passare semplicemente da un orientamento verticale e una visualizzazione normale, a un orientamento orizzontale e una visualizzazione widescreen, utile durante la navigazione web, la riproduzione di video, la visualizzazione di foto e per l'attivazione della funzione Cover Flow. Questa funzione è ampiamente utilizzata in molte applicazioni di terze parti, specialmente nei giochi presenti sull'App Store;
- Un sensore di luminosità, che permette al dispositivo di adattare automaticamente la luminosità del display per contrastare quella dell'ambiente;
- Un quarto sensore o rilevatore, non elettronico, indica se l'iPhone è stato sommerso in acqua e blocca, di fatto, l'eventuale richiesta di assistenza in garanzia se il dispositivo ha smesso di funzionare dopo essere entrato in contatto con l'acqua o altro liquido, per un uso incauto[141].
- Nel modello 3GS, una bussola digitale permette di rilevare la direzione in cui è orientato il telefono. Questo sensore, accoppiato al GPS, apre la porta ai primi usi di realtà aumentata;
- Dal modello 4 in poi, è installato un giroscopio a 3 assi che riconosce i movimenti nello spazio;
- Dal modello 12 in poi, ma solo sui modelli Pro, è disponibile un sensore LiDAR.

### Batteria
Prima di introdurre un nuovo modello di iPhone, Apple effettua vari test per determinare la durata della batteria. Tuttavia questi sono dati indicativi e la durata effettiva può variare a seconda dell'uso dell'utente.
Di seguito è riportata una tabella contenente tutti i dati citati da Apple riguardanti l'autonomia della batteria dei modelli di iPhone in determinate situazioni. I dati sono espressi in ore.
| Modello                     | EDGE  | 3G  | 3GS | 4   | 4S  | 5   | 5c  | 5s  | 6   | 6 Plus | 6s  | 6s Plus | SE  | 7   | 7 Plus | 8   | 8 Plus | X   | XR  | XS  | XS Max | 11 | 11 Pro | 11 Pro Max | SE (seconda gen.) |
| --------------------------- | ----- | --- | --- | --- | --- | --- | --- | --- | --- | ------ | --- | ------- | --- | --- | ------ | --- | ------ | --- | --- | --- | ------ | -- | ------ | ---------- | ----------------- |
| Riproduzione video          | 7     | 7   | 10  |     |     |     |     |     | 11  | 14     | 11  | 14      | 13  | 13  | 14     | 13  | 14     | 13  | 16  | 14  | 15     | 17 | 18     | 20         | 13                |
| Streaming                   | ?     | ?   | ?   | ?   | ?   | ?   | ?   | ?   | ?   | ?      | ?   | ?       | ?   | ?   | ?      | ?   | ?      | ?   | ?   | ?   | ?      | 10 | 11     | 12         | 8                 |
| Riproduzione musica         | 24    | 24  | 30  | 40  | 40  | 40  | 40  | 40  | 50  | 80     | 50  | 80      | 50  | 40  | 60     | 40  | 60     | 60  | 65  | 60  | 65     | 65 | 65     | 80         | 40                |
| Conversazione in rete 2G    | 8     | 10  | 12  | 14  | 14  | 14  | 14  | 14  | N/A |        |     |         |     |     |        |     |        |     |     |     |        |    |        |            |                   |
| Conversazione in rete 3G    | N/A   | 5   | 5   | 7   | 8   | 8   | 10  | 10  | 14  | 24     | 14  | 24      | 14  | 12  | 13     | 14  | 21     | 21  | 25  | 20  | 25     | ?  | ?      | ?          | N/A               |
| Navigazione web             | N/A   | N/A | N/A | N/A | N/A | N/A | N/A | N/A | N/A | N/A    | N/A | N/A     | N/A | N/A | N/A    | 12  | 13     | 12  | 15  | 12  | 13     | ?  | ?      | ?          | N/A               |
| Navigazione web in Wi-Fi    | N/A   | 9   | 9   | 10  | 9   | 10  | 10  | 10  | 11  | 12     | 11  | 12      | 13  | 14  | 15     | N/A | N/A    | N/A | N/A | N/A | N/A    | ?  | ?      | ?          | N/A               |
| Navigazione web in 3G       | 6(2G) | 5   | 5   | 6   | 6   | 8   | 8   | 8   | 10  | 12     | 10  | 12      | 12  | 12  | 13     | N/A | N/A    | N/A | N/A | N/A | N/A    | ?  | ?      | ?          | N/A               |
| Navigazione web in 4G (LTE) | N/A   | N/A | N/A | N/A | N/A | 8   | 10  | 10  | 10  | 12     | 10  | 12      | 13  | 12  | 13     | N/A | N/A    | N/A | N/A | N/A | N/A    | ?  | ?      | ?          | N/A               |
| Standby                     | 250   | 300 | 300 | 300 | 200 | 225 | 250 | 250 | 250 | 384    | 240 | 336     | 240 | 242 | 384    | ?   | ?      | ?   | ?   | ?   | ?      | ?  | ?      | ?          | N/A               |

## Prezzo e disponibilità

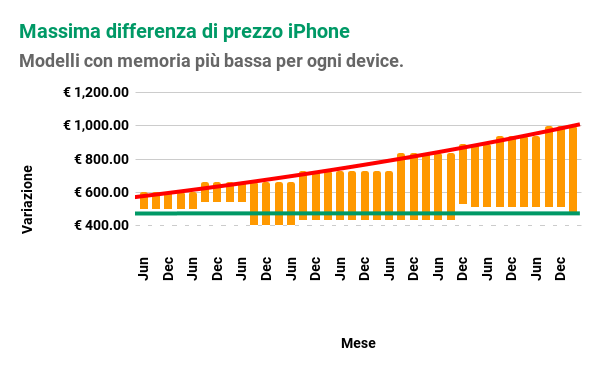
Un grafico che dimostra la crescita dei prezzi per nuovi iPhone in Italia.

### Andamento prezzi degli iPhone negli anni
L'iPhone in Italia ha visto una continua crescita dei prezzi.

Partendo con iPhone 3G come il primo offerto in Italia ad un prezzo di 499 €, i prezzi sono cresciuti fino a più di 1000 € per i modelli recenti: ad ottobre 2023, la fascia di prezzo della linea principale di iPhone era estesa dai 979€ del iPhone 15, fino ai 1489€ del iPhone 15 Pro Max. Ed anche se Apple ha rilasciato altri modelli a prezzi inferiori, tipo la linea iPhone SE 1/2/3, situata attorno alla fascia dei 500€, il prezzo di base per acquistare un iPhone, è comunque cresciuto parecchio dal 2008 ad oggi.

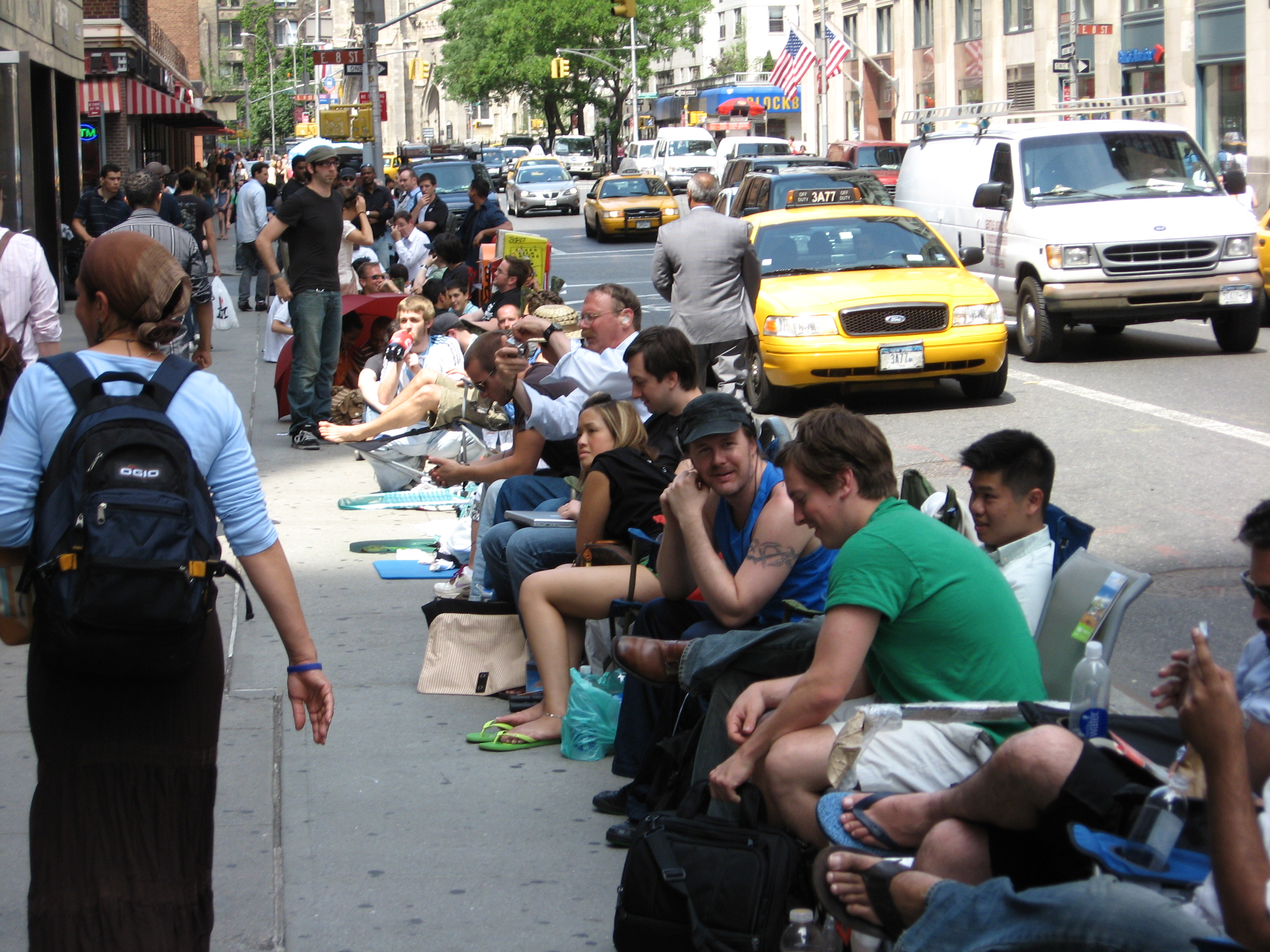
Fila di persone che attendono l'apertura dell'Apple Store di Broadway a New York

### iPhone (prima generazione)

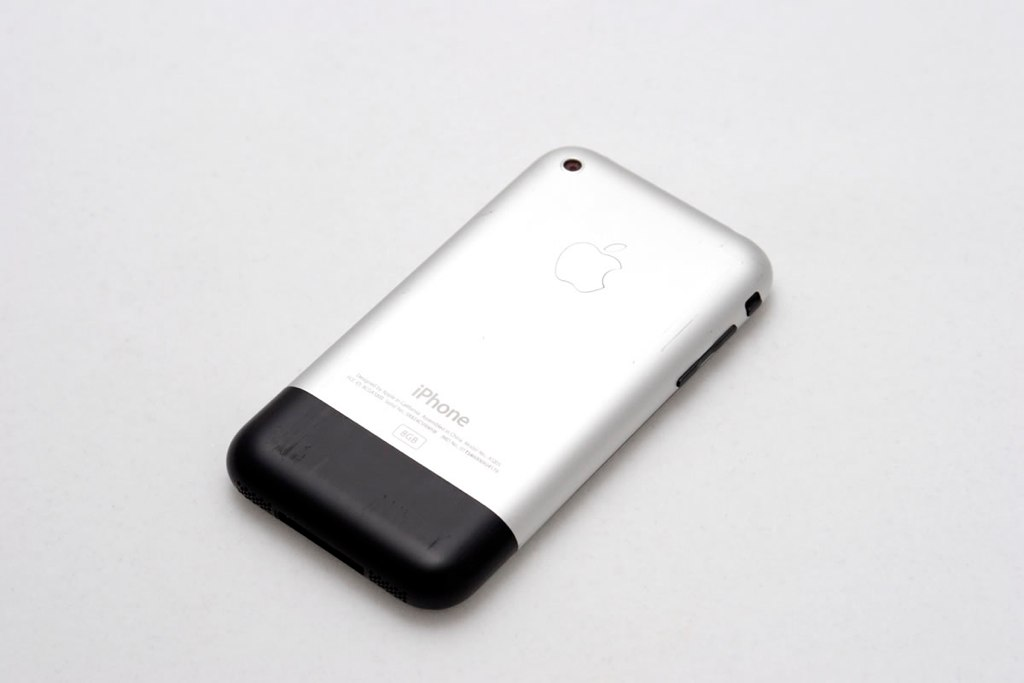
Il retro dell'iPhone EDGE

La commercializzazione del prodotto venne annunciata da Jobs per il 29 giugno 2007 alle ore 18:00, ora locale, in tutti gli Apple Store e i centri AT&T negli Stati Uniti. Jobs annunciò che il prodotto sarebbe stato distribuito in Europa nell'autunno del 2007 e in Asia nel 2008.
Apple ricevette l'approvazione dalla Federal Communications Commission (FCC) statunitense per l'iPhone il 17 maggio 2007.
Il prodotto venne inizialmente messo in vendita in due configurazioni: un modello da 4 GB a 499 dollari e un modello da 8 GB a 599 dollari. Il 5 settembre 2007, il modello da 4 GB venne dismesso mentre il modello da 8 GB subì una riduzione di prezzo arrivando a costare 399 dollari. Il 5 febbraio 2008, venne introdotto un modello da 16 GB a 499 dollari.
Indipendentemente dal modello acquistato, va aggiunta anche la spesa per il contratto biennale con la AT&T.
La campagna mediatica promossa da Apple per promuovere il telefono produsse forte attesa da parte dei consumatori, la quale culminò con lunghe file davanti ai principali punti vendita poche ore prima della vendita del dispositivo stesso. Alcune persone, per poter acquistare i primi modelli disponibili, si misero in fila il 24 giugno, cinque giorni prima della effettiva vendita del dispositivo.
Un giorno prima della messa in vendita del terminale, il CEO Apple fece una comunicazione ai dipendenti, nella quale, oltre a delineare le strategie future della società, si complimentò con i dipendenti per il lavoro svolto e promise a questi un terminale da 8 GB da consegnare verso la fine di luglio, dopo aver esaurito le richieste del lancio iniziale.
Il 18 settembre dello stesso anno, il prodotto fu presentato in Inghilterra. L'iPhone fu commercializzato insieme ed esclusivamente con la compagnia telefonica O2 dal 9 novembre 2007 a un prezzo di 269 sterline, circa 390 €. Il 19 settembre, Apple, tramite un comunicato stampa, rese noto anche l'arrivo dell'iPhone in Germania con l'operatore T-Mobile. Anche in Germania fu commercializzato dal 9 novembre, al costo di 399 € (nella versione da 8 GB). Il dispositivo venne invece commercializzato in Francia dal 29 novembre 2007 sempre a 399 € in esclusiva con l'operatore Orange SA. A causa di una legge francese che ne impediva la vendita legata a un servizio esclusivo, l'iPhone fu anche venduto a 749 € sciolto da qualsiasi vincolo. Lo sblocco consisteva in un'aggiunta di 100 € al prezzo di listino di 649 € dell'iPhone venduto senza contratto, ma con una ricaricabile Orange. Dopo sei mesi dall'acquisto, lo sblocco non costa nulla.
Una situazione simile si verificò anche per circa una settimana in Germania, quando Vodafone fece ricorso al tribunale di Amburgo che ordinò a T-Mobile di vendere anche una versione senza operatore, prezzata a 999€. Tuttavia, il ricorso fu vinto da T-Mobile che decise di vendere l'iPhone in esclusiva con un contratto a 399€.
Stime di analisti collocano il costo dei componenti utilizzati per l'iPhone sui 200 dollari per il modello da 4 GB e sui 220 dollari per il modello da 8 GB. Questa stima però non tiene conto del costo di assemblaggio, di spedizione, di marketing, di ricerca e di sviluppo. Si ritiene che all'inizio Apple avesse un margine del 50% sul costo del dispositivo.
Il supporto software al modello EDGE terminò ufficialmente il 21 giugno 2010 con la pubblicazione dell'aggiornamento 4.0 di iOS, non compatibile con questo modello.

### iPhone 3G

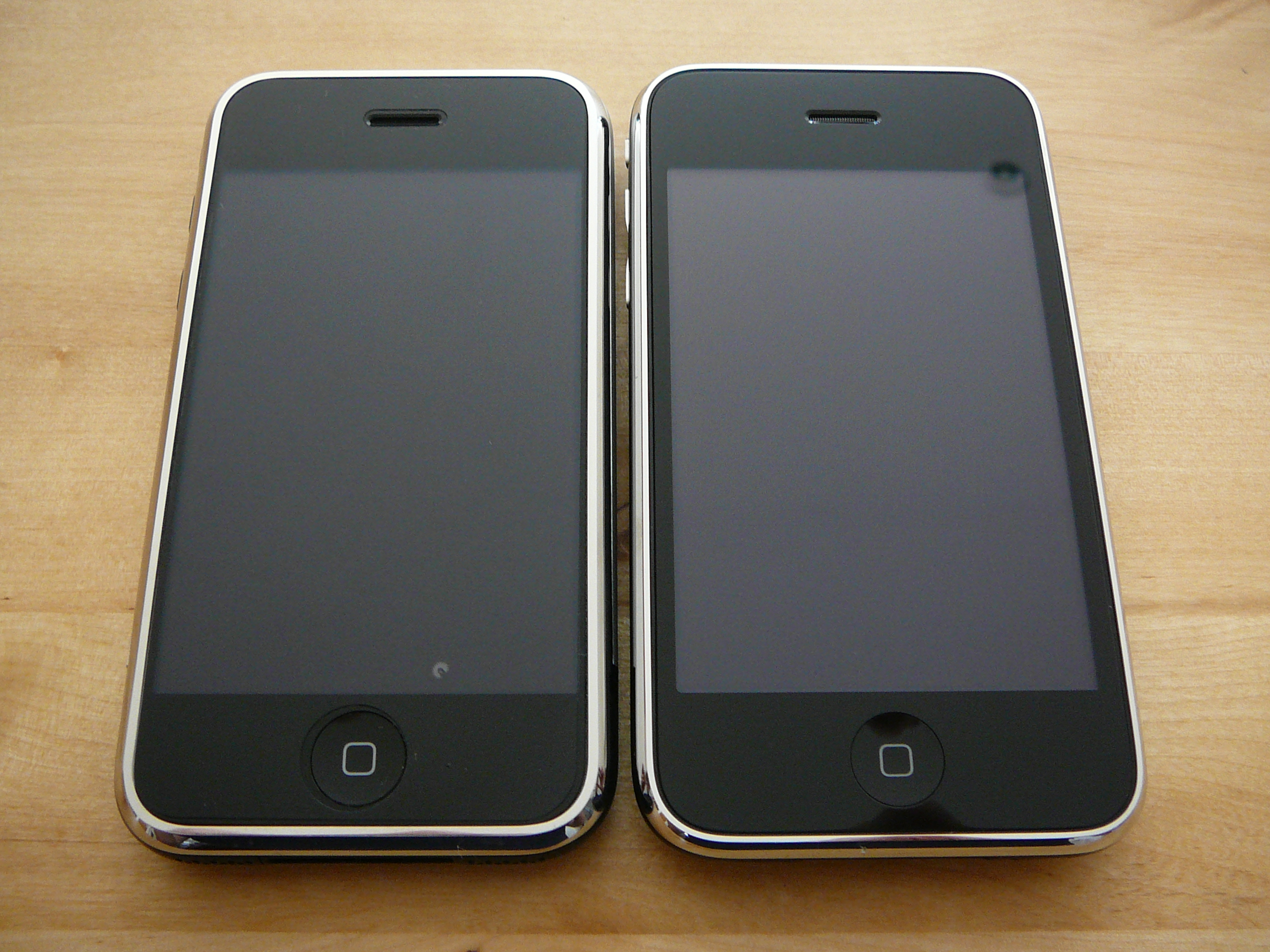
Il display dell'iPhone 3G.

L'11 luglio 2008 è entrato in vendita in 22 paesi (tra cui l'Italia) l'iPhone 3G. Nel corso dell'anno il mercato si allargò a oltre 70 nazioni.
Negli Stati Uniti, il 3G è stato venduto a un prezzo di 199 dollari per il modello da 8 GB e 299 dollari per il modello da 16 GB, sottoscrivendo un contratto biennale con AT&T.
In Italia invece, l'iPhone 3G è stato commercializzato inizialmente da TIM, Vodafone e 3 Italia (quest'ultimo dal luglio 2009).
Questi gestori hanno realizzato delle tariffe e dei contratti ad hoc per l'iPhone, al fine di ottenere un prezzo più contenuto. Sempre in Italia era possibile acquistare un iPhone 3G senza sottoscrivere alcun contratto al costo di 499 € (8 GB) e 569 € (16 GB) abbinando al terminale il piano tariffario che già si possiede o che si preferisce. L'offerta con carta ricaricabile è disponibile con TIM, Vodafone e 3 Italia.
Il supporto software al modello 3G è terminato ufficialmente l'11 marzo 2011 con la pubblicazione dell'aggiornamento 4.3 di iOS, non compatibile con questo modello. L'ultima versione aggiornata del firmware per iPhone 3G resta la 4.2.1.
Stime di analisti collocano il costo dei componenti utilizzati per l'iPhone 3G sui 174,33 dollari per il modello da 8 GB. Questa stima però non tiene conto del costo di assemblaggio, di spedizione, di marketing, di ricerca e di sviluppo.

### iPhone 3GS

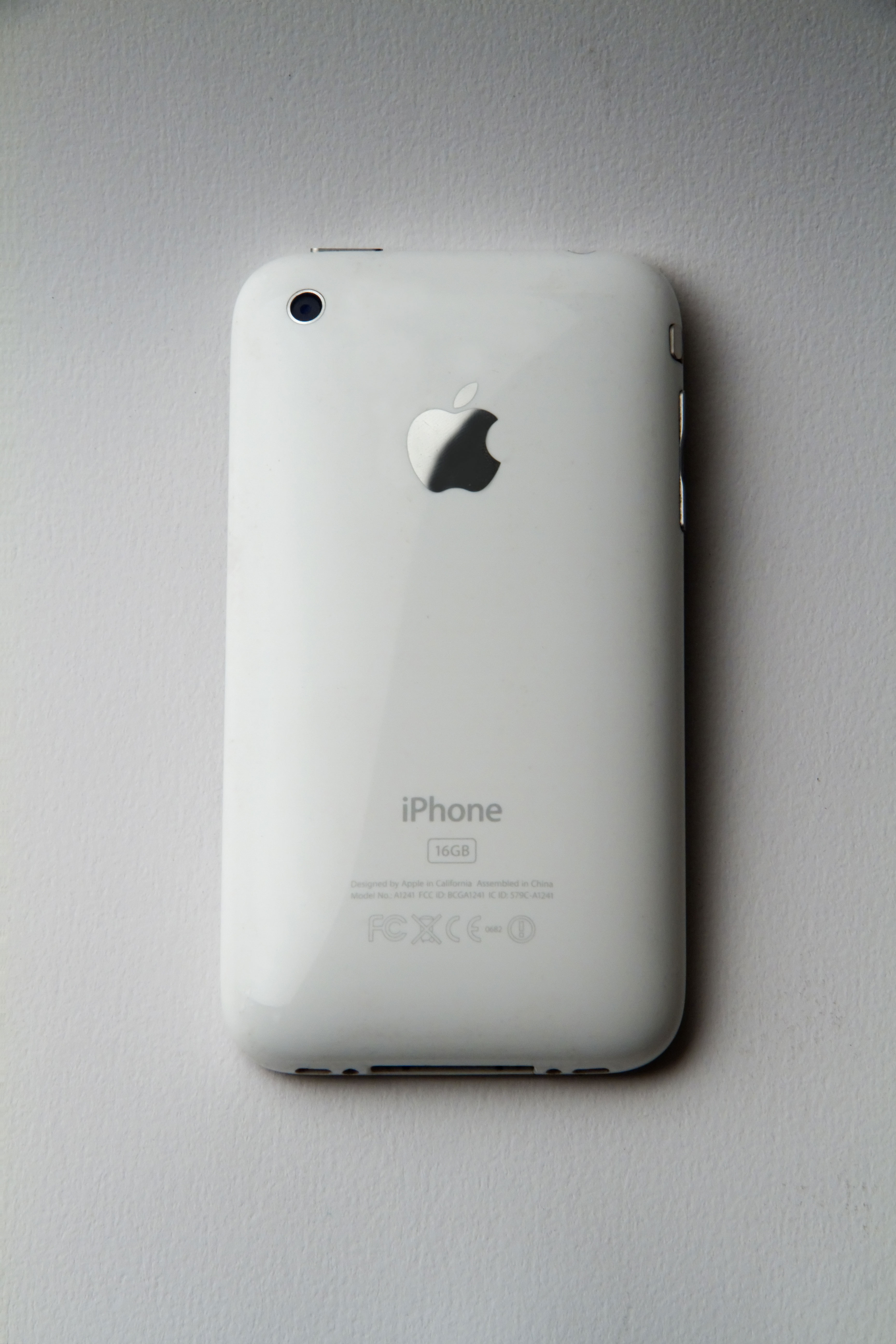

L'8 giugno 2009, durante la WWDC, è stata presentata ufficialmente da Apple la versione riveduta dell'iPhone 3G, chiamata l'iPhone 3GS. Dopo quattro giorni dalla presentazione dell'iPhone 3GS, Apple ha deciso di cambiare nome al prodotto, eliminando la spazio tra la G e la S. Lo smartphone venne ribattezzato quindi iPhone 3GS. La S, come dichiarato da Phil Schiller alla presentazione del dispositivo, sta per speed, cioè velocità. Questo dispositivo si presenta con forma e dimensioni uguali all'iPhone 3G, le novità sostanziali infatti sono una nuova memoria da 32 GB, una fotocamera da 3,2 megapixel con autofocus e la possibilità di effettuare video (era possibile anche precedentemente con applicazioni di terzi scaricabili gratuitamente dall'App Store). Lo schermo tattile è ora oleorepellente, trattato per risultare immune a macchie e impronte. A livello di software, grazie al firmware 3.0, questo dispositivo dispone inoltre di una bussola digitale e di voicecall, cioè la possibilità di chiamare un numero in rubrica oppure scegliere una canzone sull'iPod semplicemente pronunciando il nome del contatto o della canzone. Supporta gli OpenGL ES 2.0 e l'HSDPA a 7,2 Mbit/s. L'autonomia della batteria è aumentata e gestisce le operazioni di taglia, copia, incolla e annulla. Già nelle prime settimane di commercializzazione, l'App Store permetteva di scaricare sullo smartphone una vasta gamma di applicazioni, più di 50.000.
Stime di analisti collocano il costo dei componenti utilizzati per l'iPhone 3GS sui 179 dollari per il modello da 16 GB. Questa stima però non tiene conto del costo di assemblaggio, di spedizione, di marketing, di ricerca e di sviluppo.
Il supporto software al modello 3GS è terminato ufficialmente il 18 settembre 2013 con la pubblicazione dell'aggiornamento 7.0 di iOS, non compatibile con questo modello. L'ultima versione aggiornata del firmware per iPhone 3GS resta iOS 6.1.6.

### iPhone 4

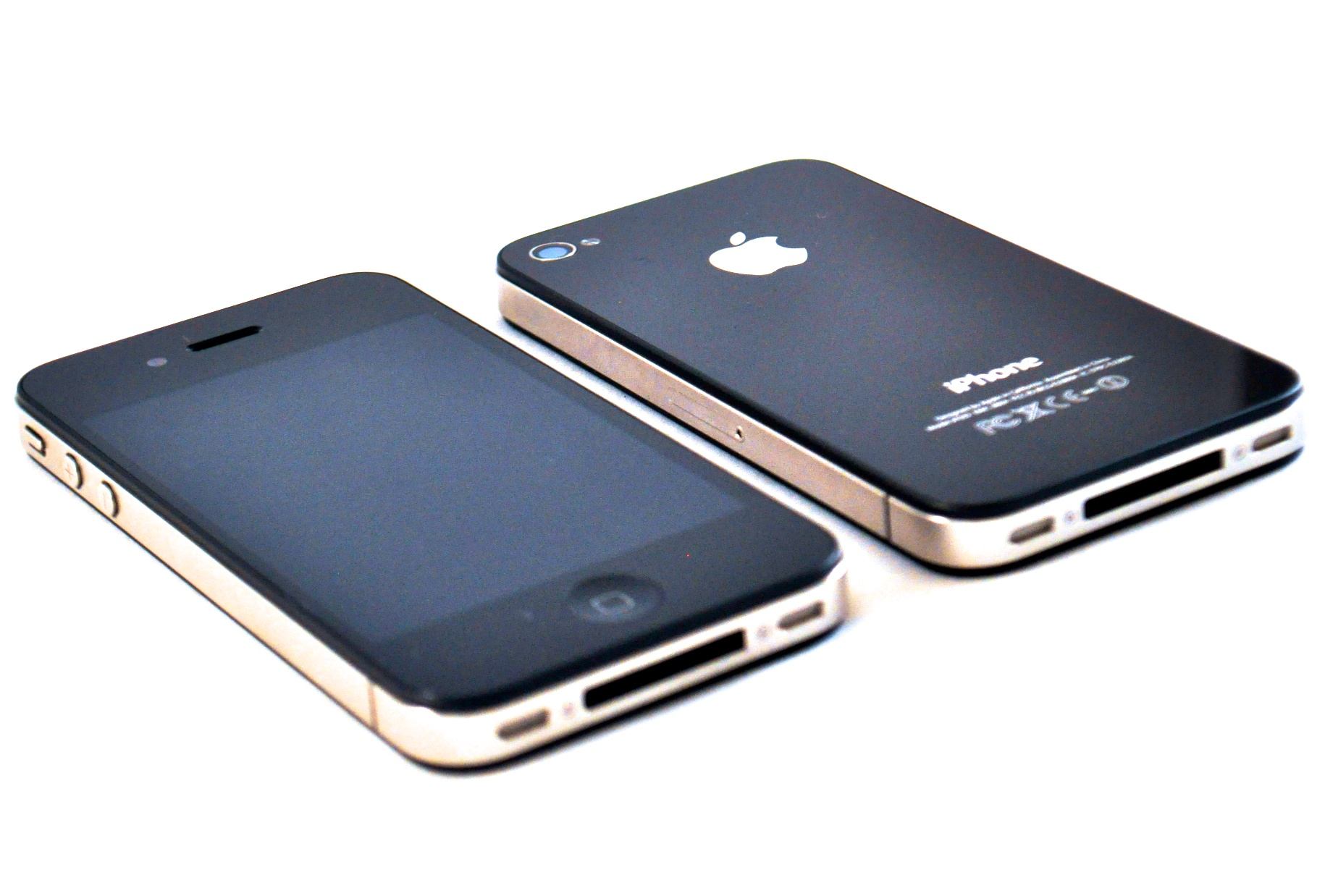
Fronte e retro dell'iPhone 4

Il 7 giugno 2010, alla WWDC 2010, è stata presentata da Steve Jobs la quarta versione dell'iPhone, l'iPhone 4. Ha introdotto un look completamente nuovo all'IPhone, che sarebbe riutilizzato con l'iPhone 4S.
Questa nuova versione possiede una doppia videocamera, una posteriore da 5 MP, in grado di registrare video in HD a 720p e una anteriore VGA per la nuova funzione FaceTime, disponibile per iPhone 4 solo attraverso rete Wi-Fi. Questa funzione permette di effettuare video-chiamate tra computer e dispositivi compatibili.
Per quanto riguarda lo schermo, l'iPhone possiede un display di 3,5" (diagonale) con una risoluzione di 960x640 pixel e con una densità di pixel di 326 ppi,con la prima apparenza del "Retina Display".
Il cellulare fu in vendita in Italia a partire dal 30 luglio.
Stime di analisti collocano il costo dei componenti utilizzati per l'iPhone 4 sui 171 dollari per il modello da 16 GB. Questa stima però non tiene conto del costo di assemblaggio, di spedizione, di marketing, di ricerca e di sviluppo.
Il supporto software all'iPhone 4 è terminato ufficialmente il 17 settembre 2014 con la pubblicazione dell'aggiornamento 8.0 di iOS, non compatibile con questo modello. L'ultima versione aggiornata del firmware per iPhone 4 resta iOS 7.1.2.

### iPhone 4S
Il 4 ottobre 2011, Tim Cook presenta il modello 4S. Questo iPhone aggiunge numerose migliorie rispetto alla versione precedente: la fotocamera è stata portata da 5 a 8 megapixel, con la possibilità di girare video in Full HD, e il processore è il dual core A5, che raddoppia la velocità di sistema, rendendo la grafica fino a 7 volte più performante, mantenendo invariato il design esterno. Quest'ultimo modello viene reso disponibile al pubblico con iOS 5 preinstallato, e presenta una funzionalità esclusiva: Siri, un assistente vocale che permette l'utilizzo di vari comandi vocali avanzati, il quale dà significato alla "S" di iPhone 4S; l'ultimo sistema operativo compatibile è lo iOS 9.3.6.
Stime di analisti collocano il costo dei componenti utilizzati per l'iPhone 4S sui 188 dollari per il modello da 16 GB. Questa stima però non tiene conto del costo di assemblaggio, di spedizione, di marketing, di ricerca e di sviluppo.

### iPhone 5

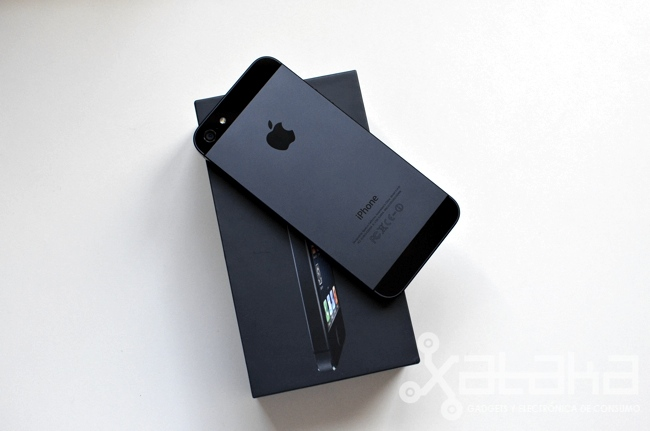
Retro dell'iPhone 5

L'iPhone 5 è stato presentato il 12 settembre 2012 con iOS 6 e Siri completamente in Italiano. Caratterizzato dal nuovo display retina da 4" (a differenza di quello da 3,5" dei precedenti modelli) e da una saturazione dei colori maggiorata del 44%, monta il nuovo chip A6 con una RAM da 1 GB. Rispetto al 4S, è stato allungato di 8,6 mm, assottigliato di 1,7 mm ed alleggerito di 28 g. L'ultimo sistema operativo compatibile è iOS 10.3.4.
Stime di analisti collocano il costo totale dei componenti utilizzati per l'iPhone 5 sui 167,5 dollari per il modello da 16 GB. Questa stima però non tiene conto del costo di assemblaggio, di spedizione, di marketing, di ricerca e di sviluppo.

### iPhone 5c

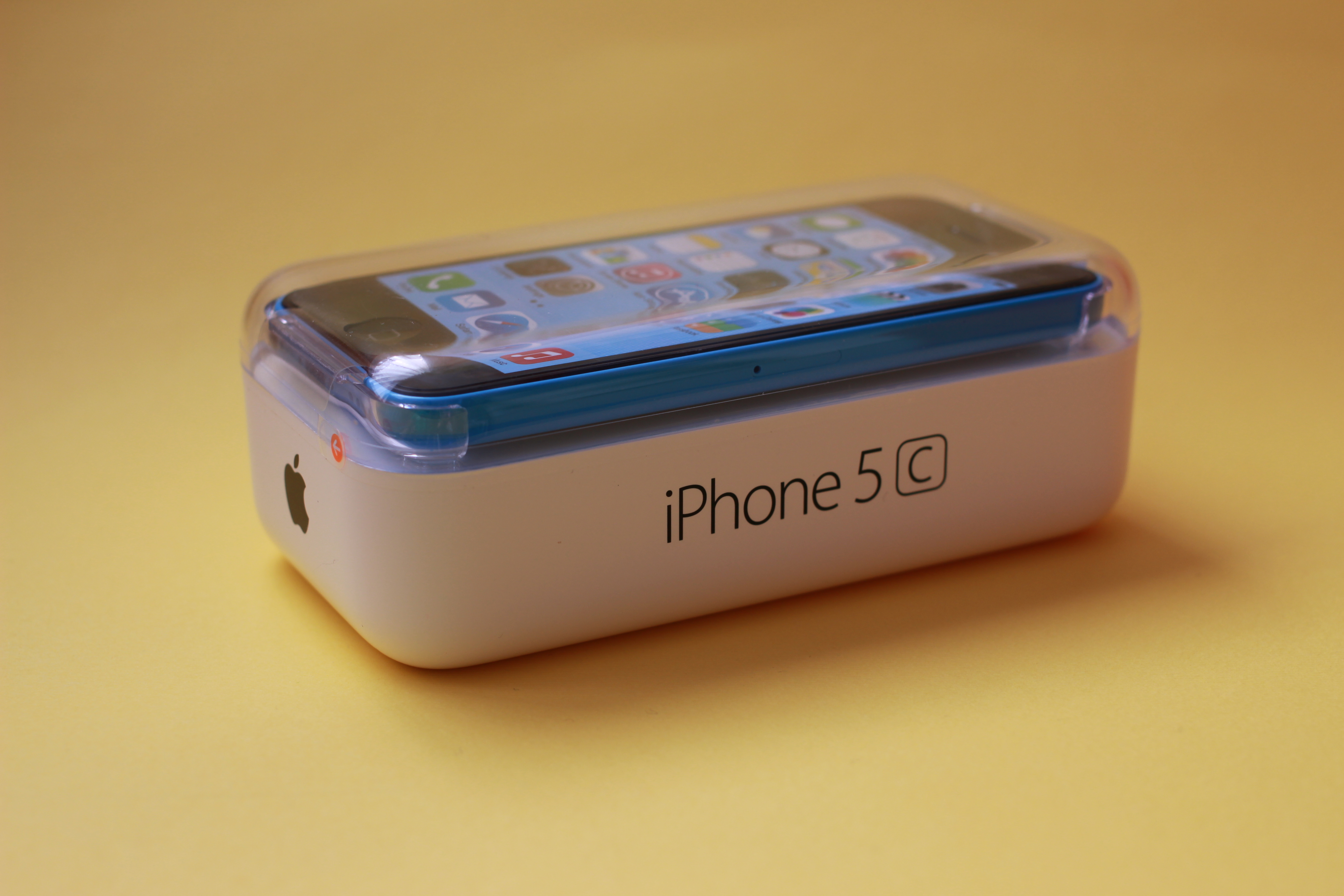

L'iPhone 5c è stato presentato il 10 settembre 2013. La "c" presente nel nome sta ad indicare "color"; infatti, la peculiarità di questo modello è la disponibilità dei 5 diversi colori: bianco, giallo, verde lime, azzurro e rosa, dove la scocca è però in policarbonato, anziché in alluminio. Avendo lo stesso hardware del iPhone 5, anche questa versione non è compatibile con iOS 11. L'ultimo sistema operativo compatibile è iOS 10.3.4.
Stime di analisti collocano il costo totale dei componenti utilizzati per l'iPhone 5c sui 173 dollari per il modello da 16 GB e 7 dollari per l'assemblaggio della singola unità. Questa stima però non tiene conto del costo di spedizione, di marketing, di ricerca e di sviluppo.

### iPhone 5s

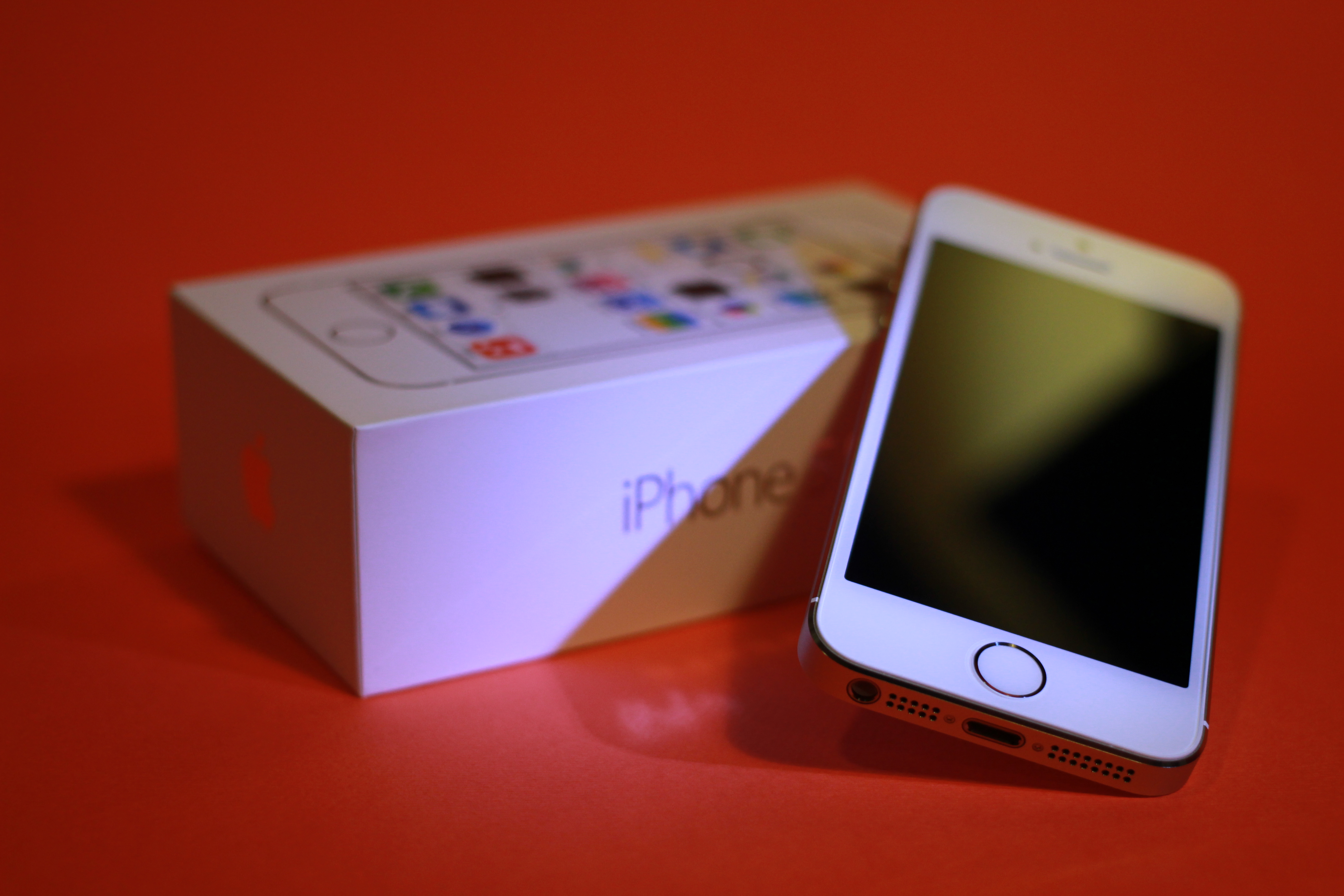

L'iPhone 5s è stato presentato ufficialmente al pubblico, in occasione dell'annuale conferenza di Apple del 10 settembre 2013 ed è stato successivamente distribuito a partire dal 21 settembre del 2013. Monta lo stesso display retina da 4" del iPhone 5, ma il nuovo chip A7 a 64 bit con memoria RAM di 1 GB, e l'aggiunta di alcune funzioni, come il sensore di impronte digitali. È disponibile nelle tre versioni da 16, 32 e 64 GB, in base alla capacità di memoria. Durante la conferenza son stati presentati anche la variante iPhone 5c (relativamente più economica) e la settima versione del iOS. L'ultimo supporto compatibile per iPhone 5s è iOS 12.
Stime di analisti collocano il costo totale dei componenti utilizzati per l'iPhone 5s sui 191 dollari per il modello da 16 GB e 8 dollari per l'assemblaggio della singola unità. Questa stima però non tiene conto del costo di spedizione, di marketing, di ricerca e di sviluppo.

### iPhone 6 e 6 Plus
L'iPhone 6 e l'iPhone 6 Plus fanno parte della nona generazione di smartphone della casa statunitense Apple. Sono stati presentati il 9 settembre 2014 durante un evento speciale tenutosi a Cupertino. I dispositivi introducono diverse novità tra cui il modulo NFC (per Apple Pay), uno schermo maggiore da 4,7" e 5,5", un nuovo processore A8 e una fotocamera migliorata, con l'introduzione del burst mode per i selfie e l'effetto moviola (rallentatore) a 240 fps.
Viste le numerosi contraffazioni che ha avuto questo modello, si è scoperto che è possibile individuare un iPhone 6 falso da uno vero attraverso la fotocamera anteriore.
Stime di analisti collocano il costo dei componenti utilizzati per l'iPhone 6 sui 200-247 dollari per il modello da 16 GB e 216-263 dollari per il modello Plus sempre da 16 GB. Questa stima però non tiene conto del costo di assemblaggio, di spedizione, di marketing, di ricerca e di sviluppo.
Il supporto per questi iPhone termina con iOS 12.

### iPhone 6s e 6s Plus
L'iPhone 6s e 6s Plus sono l'undicesimo e il dodicesimo smartphone della casa statunitense. Sono stati presentati il 9 settembre 2015 durante un evento speciale tenuto a San Francisco, al Bill Graham Civic Auditorium.
L'iPhone 6s mantiene le stesse dimensioni del precedente, ma presenta un'evoluzione del multi-touch, che ora riesce a riconosce i diversi livelli di pressione del dito sullo schermo (3D Touch), una nuova versione del sensore di impronte digitali (Touch ID 2ª generazione), il nuovo processore A9 e il nuovo coprocessore di movimento M9, ora integrato nel processore principale. Introduce anche una nuova fotocamera posteriore iSight da 12 megapixel e una frontale da 5 megapixel.
La versione 6s Plus ha in sé le stesse caratteristiche tecniche della versione base ma uno schermo più grande da ben 5.5'', una batteria più capiente, una maggiore risoluzione della fotocamera posteriore e anteriore e l'introduzione del 3D Touch.
Stime di analisti collocano il costo dei componenti utilizzati per l'iPhone 6s (16 GB) sui 211,50 dollari e quelli per iPhone 6s Plus (16 GB) sui 236 dollari. Questa stima però non tiene conto del costo di assemblaggio, di spedizione, di marketing, di ricerca e di sviluppo.
I dispositivi utilizzano il più recente sistema operativo iOS 15.

### iPhone SE

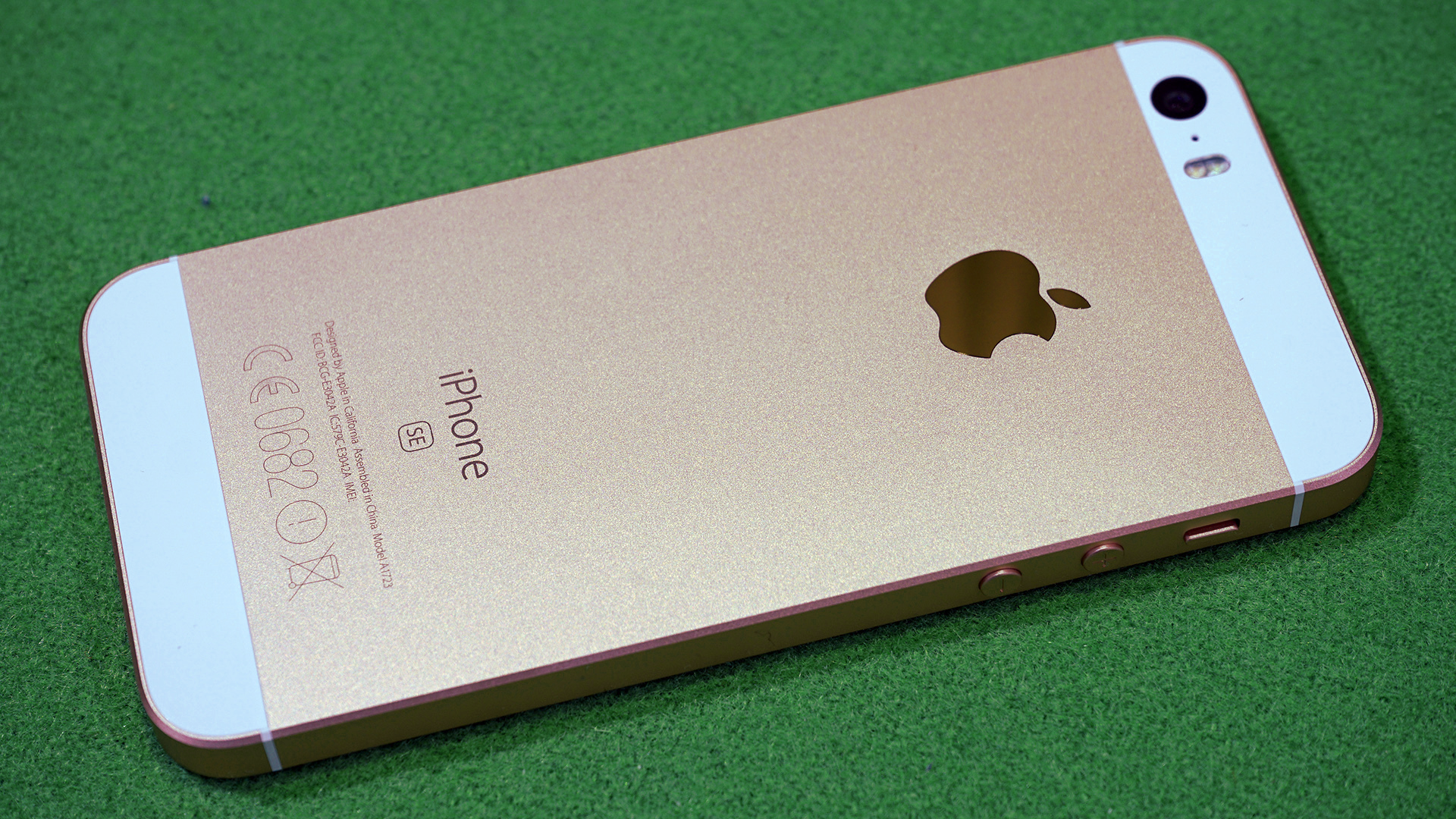

Presentato il 21 marzo 2016, si configura come un aggiornamento del iPhone 5s. Il design riprende da vicino le linee del modello del 2013, con le stesse dimensioni e con alcune migliorie, mentre scheda tecnica e prestazioni lo avvicinano al più recente iPhone 6s, che lo precede. Il dispositivo presenta infatti un display da 4 pollici 16:9, fotocamera posteriore da 12 Megapixel e la possibilità di registrare video in 4K, con il processore A9 a 64 bit e il coprocessore M9 integrato, associato a una dotazione di memoria interna da 16 a 64 GB, e la funzionalità "Ehi Siri" sempre attiva. Manca invece la tecnologia 3D Touch, peculiarità dei più costosi iPhone 6s e iPhone 6s Plus. Viene migliorato con una nuova versione nel 2017.
Stime di analisti collocano un costo di circa 160 dollari per i soli componenti utilizzati nel iPhone SE da 16 GB; stima che però non tiene conto dei costi di ricerca e sviluppo, di marketing, di assemblaggio e di spedizione.
Il dispositivo utilizza il più recente sistema operativo iOS 15.

### iPhone 7 e 7 Plus

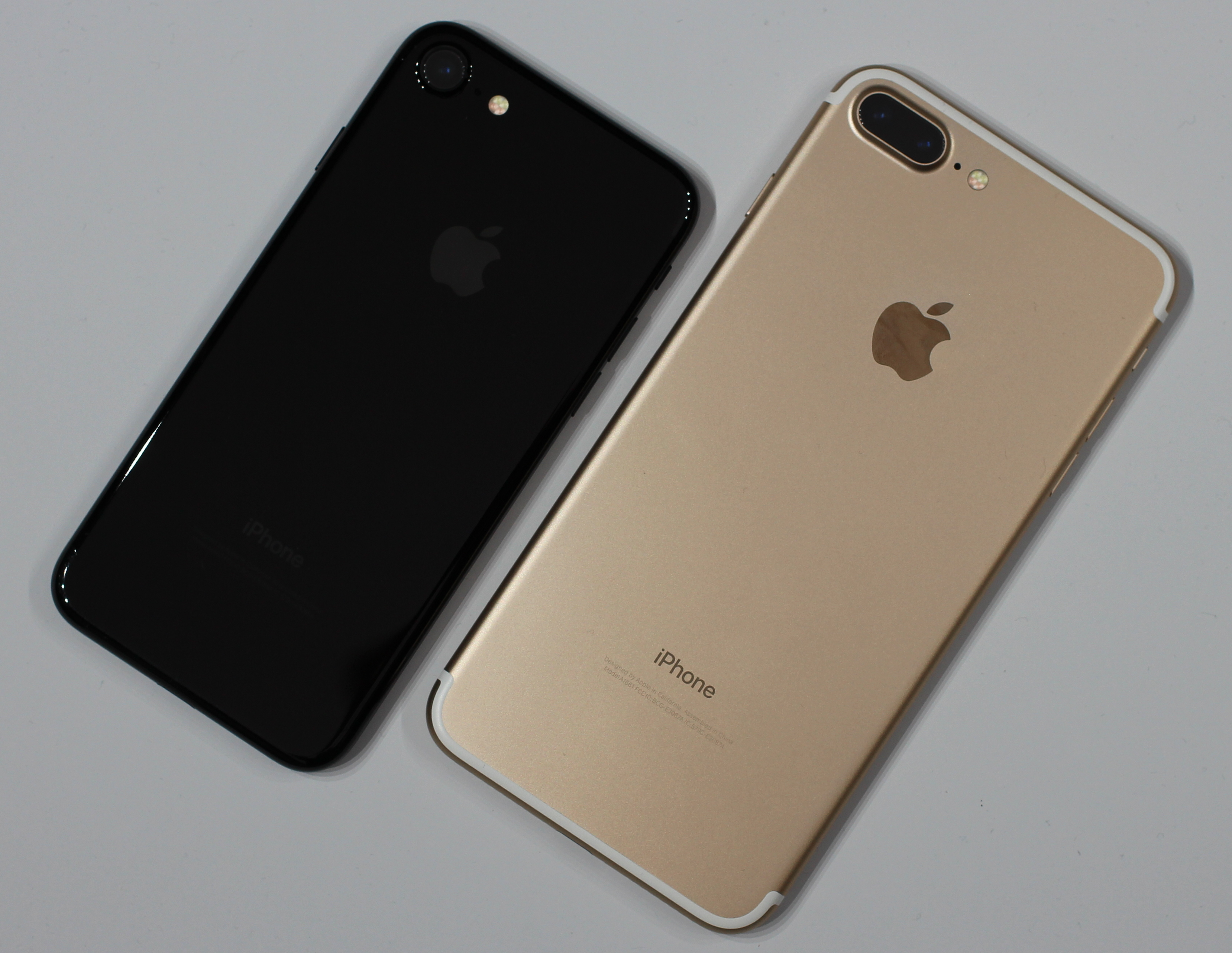

Presentati insieme il 7 settembre 2016, sono il quattordicesimo e il quindicesimo smartphone della casa statunitense Apple. Disponibili nei tagli di memoria da 32, 128 e 256 GB, vede l'introduzione del nuovo chip A10 Fusion, di iOS 10. Inoltre è il primo iPhone ad essere impermeabile con la certificazione IP67 ed è il primo senza il jack audio da 3,5 mm. I colori sono 5, dove alle colorazioni oro rosa, oro e argento si aggiungono il nero opaco e il nero lucido (chiamato Jet Black). Viene aggiunto per la prima volta su un iPhone un nuovo sistema di altoparlanti stereo che sfrutta la capsula auricolare. Il tasto home viene rinnovato e dotato anch'esso del 3D Touch, con l'introduzione su quest'ultimo di particolari funzioni aggiuntive.
L'iPhone 7 introduce una nuova fotocamera posteriore da 12 megapixel e il display è del 25% più grande del predecessore. L'iPhone 7 Plus invece, oltre a tutte le caratteristiche della versione base, ha una doppia fotocamera posteriore da 12 megapixel con grandangolo e teleobiettivo, zoom ottico 2x e zoom digitale fino a 10x.
Stime di analisti collocano il costo dei componenti utilizzati per l'iPhone 7 (32 GB) sui 224,80 dollari e per l'iPhone 7 Plus (32 GB) sui 272,89 dollari. Questa stima però non tiene conto del costo di assemblaggio, di spedizione, di marketing, di ricerca e di sviluppo.
Il dispositivo utilizza il più recente sistema operativo iOS 15.

### iPhone 8 e 8 Plus
Presentati il 12 settembre 2017.
Stime di analisti collocano il costo dei componenti utilizzati per l'iPhone 8 sui 247,51 dollari e per l'iPhone 8 Plus è sui 295,44 dollari entrambi per il modello da 64 GB. Questa stima però non tiene conto del costo di assemblaggio, di spedizione, di marketing, di ricerca e di sviluppo.
I dispositivi utilizzano il più recente sistema operativo iOS 16.

### iPhone X
Presentato il 12 settembre 2017, stime di analisti collocano il costo dei componenti utilizzati sui 581 dollari. Questa stima però non tiene conto del costo di assemblaggio, di spedizione, di marketing, di ricerca e di sviluppo. Il suo prezzo si trova intorno ai 1189 euro, in versione da 64 GB.
Il dispositivo utilizza il più recente sistema operativo iOS 16.

### iPhone XS, XS Max e XR
iPhone XS e iPhone XS Max sono stati presentati il 12 settembre 2018, così come l'iPhone XR.
L'iPhone XS e XS Max sostituiscono l'iPhone X, del quale ripropongono il design, mentre l'iPhone XR si propone come il più economico della linea di dispositivi X.
Dal lato hardware, l'iPhone XS è dotato del chip A12 Bionic, costruito con un processo a 7 nanometri. Dispone di uno schermo OLED da 5,8" ed è dotato di due fotocamere posteriori da 12 megapixel e una anteriore da 7 megapixel. L'iPhone XS è certificato IP68.
iPhone XS Max è stato annunciato insieme all'iPhone XS nello stesso evento. Le differenze più evidenti rispetto a iPhone XS sono il display più grande (6,5") e una batteria più potente.
iPhone XR ha un display LCD da 6,1" e ha lo stesso processore degli altri dispositivi, l'A12 Bionic costruito con un processo a 7 nanometri. È disponibile in sei colorazioni: nero, bianco, blu, giallo, corallo (una tonalità di rosa e arancio) e rosso, quest'ultimo in collaborazione con Product Red.
I dispositivi utilizzano il più recente sistema operativo iOS 16.

### iPhone 11, 11 Pro e 11 Pro Max
iPhone 11, 11 Pro e 11 Pro Max sono stati presentati il 10 settembre 2019.
L'iPhone 11 rispetto ai suoi predecessori presenta una maggiore autonomia della batteria (fino a un'ora in più), una doppia lente nella fotocamera e la possibilità di fare un autoscatto al rallenty. Sono introdotti i nuovi colori verde e viola.
Gli iPhone 11 Pro e 11 Pro Max sono i primi dispositivi ad avere tre fotocamere: grandangolo, ultra-grandangolo e teleobiettivo.
I dispositivi utilizzano il più recente sistema operativo iOS 16.

### iPhone SE (seconda generazione)
iPhone SE di seconda generazione è stato presentato il 15 aprile 2020.
Il dispositivo utilizza il più recente sistema operativo iOS 16.

### iPhone 12, 12 mini, 12 Pro e 12 Pro Max
iPhone 12, 12 mini, 12 Pro e 12 Pro Max sono stati presentati il 12 ottobre 2020.
I dispositivi utilizzano il più recente sistema operativo iOS 16.

### iPhone 13, 13 mini, 13 Pro e 13 Pro Max
iPhone 13, 13 mini, 13 Pro e 13 Pro Max sono stati presentati il 14 settembre 2021.
I dispositivi rappresentano un'evoluzione della gamma dell'anno precedente, introducendo nuovi obiettivi per le fotocamere (oltre che alla caratteristica "sensor-shift", esclusiva di iPhone 12 Pro Max l'anno prima), connettività 5G migliorata, modalità video cinematografiche e un notch sullo schermo ridotta.
Gli iPhone 13 Pro e 13 Pro Max sono simili nelle caratteristiche alle versioni 13 e 13 mini ma dispongono aggiuntivamente di tre sensori per le fotocamere, resi più grandi e in grado di catturare più luce, supporto alla modalità video ProRes, fino a 1TB di memoria interna e uno schermo più nitido e luminoso.

### iPhone SE (terza generazione)
iPhone SE di terza generazione è stato presentato l'8 marzo 2022.
Il dispositivo monta il processore A15 Bionic di iPhone 13, una RAM a 4 GB, maggiorata rispetto alla precedente versione, e il supporto al 5G.
Il dispositivo utilizza il sistema operativo iOS 15.4.oliver

### iPhone 14, 14 Plus, 14 Pro e 14 Pro Max
iPhone 14, 14 Plus, 14 Pro e 14 Pro Max sono stati presentati il 7 settembre 2022.
I nuovi iPhone 14 dispongono di un sistema di emergenza satellitare, attivabile in caso di rete cellulare assente, di nuovi colori e del processore A15 Bionic utilizzato nella precedente generazione di iPhone 13. Inoltre la linea dei prodotti viene aggiornata sostituendo il 13 mini con un più grande 14 Plus.
Gli iPhone 14 Pro e 14 Pro Max dispongono di nuovi colori, di un comparto fotografico migliorato aggiungendo un nuovo sensore da 48 MP, e della nuova Dynamic Island che va a sostituire la "notch" dei precedenti modelli, integrandola con funzioni e animazioni del preinstallato iOS 16.

### iPhone 15, 15 Plus, 15 Pro e 15 Pro Max
iPhone 15, 15 Plus, 15 Pro e 15 Pro Max sono stati presentati il 12 settembre 2023.
La Dynamic Island viene introdotta anche nei modelli base, insieme a dei nuovi colori e al nuovo sensore da 48 MP già presente nei precedenti iPhone 14 Pro e iPhone 14 Pro Max. Inoltre, è stata cambiata la struttura del corpo, facilitando così la reparabilità. Apple ha precisato poi il suo impegno nell'uso di materiali riciclati per la creazione dei nuovi iPhone.
Per gli iPhone 15 Pro e 15 Pro Max viene invece sostituita la struttura in acciaio INOX dei precedenti modelli Pro a favore di una più leggera struttura in alluminio per la parte interna, e titanio di grado 5 per la cornice esterna, con conseguente riduzione di peso del dispositivo e restringimento delle cornici. Viene sostituito inoltre il precedente tasto a scorrimento per il silenzioso con un nuovo tasto Azione a cui è possibile assegnare diverse funzioni, anche integrabili con l'app Comandi. Sulla versione Max è stato introdotto anche un nuovo zoom ottico 5x, realizzato con l'ausilio di un tetraprisma. iPhone 16- 16 plus- 16 pro - 16 pro max . Costeranno all incirca il 90% del iPhone 15 normale mentre gli altri il 95% del plus- pro Max - pro

### iPhone 16, 16 Plus, 16 Pro e 16 Pro Max
iPhone 16, 16 Plus, 16 Pro e 16 Pro Max sono stati presentati il 9 settembre 2024.

## Successo commerciale
Nel giorno di lancio di iPhone (29 giugno 2007), secondo il Los Angeles Times, i negozi Apple e AT&T avrebbero venduto più di 525.000 unità. La AT&T, tramite alcuni comunicati stampa, evidenziò di aver finito le scorte di iPhone, già la mattina del 30 giugno, in molti dei 1800 punti vendita.
Sembra invece che Apple abbia avuto una maggior disponibilità di terminali, nei suoi negozi, tramite una migliore gestione del magazzino, anche se nella notte tra il quattro e il cinque luglio 2007, Apple rese noto che 162 dei suoi 164 negozi avevano terminato le scorte.
L'elevato numero di vendite iniziali, mise in crisi i sistemi di attivazione dell'AT&T, impedendo a molti clienti di utilizzare il dispositivo; con il passare delle ore il problema venne comunque risolto.
La stima è che il 95% degli acquirenti abbia preferito il modello da 8 GB.
Durante la relazione finanziaria del 25 luglio, Apple ha comunicato di aver venduto 270.000 telefoni in 30 ore.
Secondo le stime degli analisti di iPhone, nel mese di luglio del 2007, il dispositivo è stato il più acquistato smartphone degli Stati Uniti e nel mercato complessivo dei telefoni cellulari ha rappresentato l'1,8% delle vendite.
Il 5 settembre 2007, durante la presentazione di nuovi prodotti, i dirigenti Apple comunicarono che entro il mese di settembre sarebbe stato raggiunto il traguardo del milionesimo esemplare venduto, infatti, il 10 settembre, Apple ha annunciato di aver venduto il milionesimo esemplare.
Il 22 ottobre 2007, durante la presentazione dei risultati finanziari del quadrimestre, Apple ha annunciato di aver venduto 1.190.000 telefoni al 30 settembre del 2007.
Secondo una ricerca di mercato di Npd Group, il dispositivo ha conquistato il 27% del mercato degli smartphone negli Stati Uniti d'America. Complessivamente, il dispositivo rappresenterebbe il 3% del mercato dei telefoni cellulari negli USA. Secondo un'analisi effettuata dal sito Market Share, nel mese di novembre i sistemi iPhone hanno rappresentato lo 0,09% dei sistemi di navigazione web, superando la totalità dei sistemi basati su Windows Mobile, che rappresentano lo 0,06% dei navigatori. La rivista Time ha eletto l'iPhone di Cupertino come Invenzione dell'anno 2007.
Il 15 gennaio 2008, Apple ha comunicato che a 200 giorni dalla sua commercializzazione il dispositivo ha venduto quattro milioni di pezzi, conquistando il 19% del mercato degli smartphone negli Stati Uniti d'America.
Il culmine del successo commerciale dell'iPhone arriva con l'introduzione del nuovo modello, la versione 3G. Nei primi tre giorni di lancio del nuovo prodotto, la Apple ha raggiunto la soglia di un milione di iPhone 3G venduti. Il merito di questo grande risultato è certamente della vasta distribuzione del prodotto, che viene infatti commercializzato l'11 luglio in 22 paesi (Australia, Austria, Belgio, Canada, Danimarca, Finlandia, Germania, Hong Kong, Irlanda, Italia, Giappone, Messico, Paesi Bassi, Nuova Zelanda, Norvegia, Portogallo, Spagna, Svezia, Svizzera, Regno Unito e Stati Uniti). Lo stesso Steve Jobs, CEO della Apple, si stupisce di un risultato che ha superato le stime più ottimistiche.
Il 26 luglio è stato comunicato che la versione 3G in sette settimane ha venduto sei milioni di esemplari. superando le vendite che il modello 2G aveva totalizzato in più di 250 giorni.
A dicembre 2008, il telefono ha totalizzato 17 milioni di esemplari venduti (contando entrambe le versioni).
Il 22 giugno 2009, Apple, attraverso un comunicato stampa, ha annunciato di aver venduto più di un milione di iPhone 3GS nel primo week-end di vendite.
Il 18 ottobre 2010, durante la consueta conferenza sull'andamento delle vendite della Apple, sono stati presentati i dati di vendita dell'iPhone: 14,1 milioni di iPhone 4 venduti fino a settembre 2010, con una crescita del 91% rispetto al trimestre dell'anno precedente.
Il 4 ottobre 2011, durante il Keynote di presentazione dell'iPhone 4S, sono stati presentati i dati di vendita: dal 2007 sono stati venduti più di 250 milioni di dispositivi che montano il sistema operativo iOS e l'iPhone ha raggiunto il 5% del mercato mondiale di telefonia.
Nelle prime dodici ore in cui l'iPhone 4S è stato disponibile al pre-ordine da AT&T è stato prenotato da più di 200.000 persone, tanto che i tempi di spedizione si sono allungati fino a due settimane. Dopo sole 24 ore, i preordini totali sono arrivati a quota 1 milione.
Secondo gli analisti della Canaccord Genuity, nel terzo trimestre del 2011, Apple ha conquistato una quota di mercato del 4,2%. Pur avendo una quota di mercato modesta, si stima che la società abbia acquisito il 52% dei guadagni, grazie agli elevati margini (il 35%) e alla vendita di soluzioni di fascia alta.
Il 28 luglio 2016, durante una riunione con i dipendenti, Tim Cook (CEO Apple) ha comunicato che sono stati venduti 1 miliardo di iPhone sin dalla sua introduzione.
Nel primo trimestre del 2022, Apple ha dichiarato in base ai dati di vendita che erano attualmente attivi oltre 1 miliardo di dispositivi iPhone (considerando tutti i modelli introdotti in commercio).

## L'arrivo in Italia
Molti utenti di livello avanzato riscontrarono all'interno del file del telefono, che memorizza i parametri di connessione EDGE, la presenza dei parametri del gestore italiano TIM, già con il software 1.1.2, ma anche del gestore inglese O2, di quello francese Orange e di quello tedesco T-Mobile (operatori che forniscono iPhone in esclusiva).
Il 6 maggio 2008 viene annunciato che saranno solo 2 le compagnie telefoniche a distribuire gli iPhone in Italia: TIM e Vodafone (la quale distribuirà l'apparecchio anche in altri Paesi, quali Australia, Repubblica Ceca, Egitto, Grecia, India, Portogallo, Nuova Zelanda, Sudafrica e Turchia).
Durante la WWDC del 9 giugno 2008, avviene l'annuncio che l'11 luglio 2008 sarebbe arrivata in Italia la versione del iPhone 3G, con gli operatori TIM e Vodafone.
Dal 19 giugno 2009, in Italia è disponibile il iPhone 3GS. Dal 17 luglio questa versione è commercializzata anche da 3 Italia.

## Critiche
Durante la produzione degli iPhone, questi smartphone sono stati oggetto di critiche per via di alcune peculiarità o mancanze; critiche che sono giunte anche da Steve Wozniak, che pur elogiando il terminale, evidenzia come alcune caratteristiche e funzionalità siano limitate (in particolar modo dell'iPhone 4S) rispetto a smartphone di altre marche.

### Critiche generali
- Il dispositivo manca di alcune caratteristiche integrate che sono comuni in dispositivi di analogo prezzo: lo slot per le memory card e il trasferimento file tramite Bluetooth. Inoltre, alcune altre limitazioni presenti nelle prime versioni dell'iPhone, sono state superate dalla 3ª versione di iOS (MMS, copia, taglia, incolla, ecc.) e altre dal dispositivo iPhone 3GS (registrazione video)[192][193]. Alcune di queste funzioni sono state rese disponibili tramite software di terze parti scaricabili, a pagamento, dall'App Store.
- La batteria non è direttamente estraibile dall'utente, ma è di tipo integrato e sostituibile tramite l'assistenza Apple (come tutti i dispositivi iPod e iPad). Questo problema oggigiorno non viene più considerato come in passato: infatti la maggior parte degli smartphone in commercio risultano con batteria non sostituibile dall'utente;
  - Qualora la batteria perda la sua efficacia, risulti difettosa o mostri una capacità inferiore al 80% rispetto a quella iniziale e il telefono si trovi in stato di garanzia, la sostituzione è gratuita (Apple il giorno dopo la messa in vendita del dispositivo ha presentato il piano di sostituzione della batteria qualora fosse difettosa), altrimenti la sostituzione è a spese del consumatore, spesa che altrimenti (con batteria removibile) non sarebbe necessaria[194];
  - Questa soluzione risulta particolarmente critica anche in caso di batteria danneggiata o cortocircuitata, dove per via della tecnologia ioni di litio si vedrebbe il telefono esplodere, mentre con le soluzioni classiche si vedrebbe la batteria che abbatte lo sportello che la contiene e si espellerebbe automaticamente, senza danneggiare il terminale. Nella storia di iPhone e di altri dispositivi Apple si sono verificati diversi casi di questo genere, tanto da far richiedere alle autorità europee delle delucidazioni al riguardo[195][196][197].
- Il dispositivo non è dotato di nessun tipo di firewall, quindi potrebbe essere soggetto a rischi di attacchi telematici[198]. Apple non ha confermato la mancanza di un firewall e alcuni esperti hanno fatto notare che non ci sono ragioni tecniche che impedirebbero l'utilizzo del firewall integrato in iOS[199];
- Lo schermo multi-touch non funziona con i guanti di lana, rendendo così difficile l'utilizzo del telefono d'inverno[200][201]. Questa limitazione è comune a tutti i dispositivi che sfruttano la differenza di potenziale delle dita con lo schermo touch per l'interazione (tecnologia capacitiva). Al contrario, invece, è discretamente efficace con guanti di pelle, i quali simulano perfettamente l'impronta digitale sullo schermo;
- Il web browser Safari non gestisce né Adobe Flash né il linguaggio Java. Questo limita l'accesso ai molti siti che utilizzano queste tecnologie[202][203]. Il problema è parzialmente aggirato per i filmati di YouTube e per alcuni altri siti che utilizzano lo standard HTML5 per la versione mobile. Come dichiarato da Adobe, dopo il 2011 non verranno più pubblicati aggiornamenti per Adobe Flash Mobile.
- iMessage, il servizio introdotto con iOS 5 ha un bug di sicurezza, il quale, in caso di furto del telefono, anche con l'operazione di cancellazione remota della memoria, continua a funzionare normalmente con i dati del proprietario[204]. Successivamente Apple ha spiegato come si genera quest'evenienza e come fare per correggerla[205];
- Sicurezza dei dati personali, anche se le linee guida per lo sviluppo delle diverse applicazioni richiede che venga ottenuto il consenso per il trasferimento dei dati personali, tra cui i contatti e la posizione GPS, è capitato in più di un'occasione che queste situazioni non fossero state rispettate[206];
- La sveglia non funziona a terminale spento, ma il motivo è molto semplice: la sveglia è un'applicazione che, come tutte le altre, per funzionare ha bisogno del sistema operativo e quindi del telefono acceso.

### Disputa sul nome
Nelle ore successive alla presentazione del prodotto da parte di Apple, Cisco Systems rivendicò la proprietà del marchio iPhone negli USA. Cisco utilizzava il marchio per una linea di prodotti wireless dedicati al Voice over IP prodotti da Linksys, società acquisita da Cisco Systems nel 2003.
Apple sostenne che, data la diversa natura dei due prodotti, non vi fosse conflitto sull'utilizzo dello stesso marchio.
Dopo un'iniziale fase in cui le società annunciarono offensive legali, le società decisero di trovare un compromesso. Cisco e Apple utilizzeranno il nome iPhone per i loro prodotti a seguito di un accordo tra le società, i dettagli dell'accordo non sono noti.
A fine giugno 2007, Apple ha acquisito da Michael Kovatch il dominio iPhone.com. Kovatch aveva registrato il dominio nel 1997 come sito di riferimento della sua società, la The Internet Phone Company. Apple ha cercato diverse volte da gennaio 2007 di acquisire il dominio, ma Kovatch si è rifiutato di vendere il dominio fino a quando Apple non ha acconsentito a pagare 1 milione di dollari per esso.

### Accuse di obsolescenza programmata
Dal 2016 la strategia di gestione di questa famiglia di smartphone è mutata, evidenziando come le prestazioni dei dispositivi mutassero con l'aggiornamento software, la casa produttrice ha ammesso che l'iPhone è stato ingegnerizzato per un arco di utilizzo di circa 3 anni, mentre per i Mac per un periodo di 4 anni. Tale accusa si è acuita nel 2017 quando l'azienda ha ammesso le modalità con cui entra in atto tale sistema; infatti, i dispositivi andranno incontro a una riduzione delle prestazioni tramite un rallentamento del processore in base alla difficoltà della batteria di rispondere alle richieste hardware una volta che la batteria invecchia o è particolarmente esausta. Questa soluzione, chiamata "gestione delle prestazioni" è stata introdotta con la versione 10.2.1 di iOS e, secondo Apple, necessaria per assicurare l'operatività del telefono prima di una successiva carica ed evitare spegnimenti improvvisi.
Successivamente, Apple ha dichiarato che, per riportare l'iPhone alle originali prestazioni, è necessario sostituire la batteria esausta con una nuova. Tale decisione e modalità d'intervento dell'azienda nei riguardi dei clienti privati ha portato in un primo momento ad avviare tre class action contro l'azienda; successivamente negli Stati Uniti tali azioni legali sono aumentate a 39, a cui se ne è aggiunta una in Corea del Sud; anche in Francia la procura ha in corso indagini per truffa e obsolescenza programmata, mentre l'associazione cinese dei consumatori si è limitata ad inviare una lettera a Cupertino chiedendo maggiori delucidazioni.
Apple (come anche Samsung) è anche particolarmente restrittivo con l'accesso a pezzi di ricambio e strumenti di riparazioni: la sostituzione di una batteria o altri componenti può essere eseguita solo da riparatori autorizzati, altrimenti i dispositivi perdono la garanzia. Ciò obbliga gli utenti a pagare oltre il 700% del costo reale dell'intervento, spingendo gli stessi consumatori verso l'acquisto di un nuovo dispositivo, invece di riparare il vecchio. In Italia, oltre il 52% degli utenti iPhone, possiedono dispositivi rotti inutilizzati, o in gran parte, dei dispositivi Apple, poiché il costo di riparazione è superiore al valore di uno stesso dispositivo usato e funzionante.

## Garanzia
Apple offre sui suoi dispositivi, compresi gli iPhone, una garanzia convenzionale di un anno e 90 giorni di supporto telefonico, fatti salvi i diritti di garanzia legale previsti dalle leggi nazionali. L'utente può anche decidere di acquistare l'AppleCare, una polizza assicurativa offerta in collaborazione con AIG che estende tale garanzia a due anni e, nella sua versione AppleCare+, include anche due interventi all'anno per danni accidentali.

## Ricezione e Eredità
L'iPhone originale è stato descritto come "rivoluzionario", un "computer tascabile innovativo" e "il miglior telefono mai realizzato". Oggi è il prodotto più venduto di Apple e ha contribuito a renderla una delle aziende quotate più preziose al mondo nel 2011. Le versioni successive hanno ricevuto elogi e premi.
Prima dell'iPhone, gli smartphone erano principalmente utilizzati per messaggi, chiamate ed e-mail; le funzioni avanzate erano difficili da utilizzare su schermi piccoli. Inoltre, mancavano di un ecosistema di app sviluppato come l'App Store (rilasciato nel 2008). Al contrario, l'iPhone SDK di Apple ha reso lo sviluppo mobile più accessibile, trasformando l'iPhone in un dispositivo versatile con numerose funzionalità e app.
I modelli successivi di iPhone hanno suscitato un grande entusiasmo tra i fan, con molti clienti che fanno la fila davanti agli Apple Store il giorno del lancio. Nel 2021, l'iPhone ha una fedeltà al marchio superiore rispetto ad altri smartphone.
L'iPhone ha contribuito al declino di aziende come Nokia, BlackBerry e Motorola. RIM, Symbian e Microsoft hanno cercato senza successo di competere con l'iPhone sviluppando sistemi operativi più moderni come Maemo, Windows Phone e BlackBerry 10. Oggi, iOS e Android rappresentano il 99% degli smartphone utilizzati in tutto il mondo.